# Verduni csata (1916)
A verduni csata az első világháború egyik ütközete volt a nyugati fronton a német és a francia hadsereg között 1916. február 21. és december 18. között Verdun-sur-Meuse közelében, Északkelet-Franciaországban. Az elképesztő emberveszteség – több mint 700 ezer sebesült, eltűnt és halott – miatt a csata a köznyelvben a verduni vérszivattyú néven híresült el.
1915 végére a nyugati fronton patthelyzet alakult ki: a németek beásták magukat, és valamennyi francia vagy brit támadást visszaverték. Erich von Falkenhayn német vezérkari főnök úgy döntött, hogy csatára kényszeríti és kivérezteti a franciákat Verdunnél. A németek 140 ezer embert és több mint 1200 löveget csoportosítottak át a verduni frontvonalra, velük szemben mindössze négy francia hadosztály állt.
1916. február 21-én a német tüzérség megkezdte a francia vonalak ágyúzását, majd a gyalogság indult támadásra, és mélyen betört a francia első vonal mögé. Az első napokban a franciák mintegy 25 ezer embert veszítettek, de megállították a Meuse-folyó jobb partján indított offenzívát.
Február 29-én a német vezérkar úgy döntött, kiterjeszti a támadást a Meuse bal partjára is, ahol két magaslatért, a 304-esért és a Mort Homme-ért folytak a leghevesebb harcok. Április 1-jéig a franciák 89 ezer, a németek 81 607 embert vesztettek.
Áprilisra Falkenhayn levonta a következtetést: csak akkor érhet el komoly eredményt, ha korlátozott támadások helyett egyszerre, nagyobb erőkkel támadja a teljes frontot. Az erőfeszítések sikert hoztak, a bal parton elesett a két fontos magaslat. Április 1. és május 1. között a német veszteség 120 ezerre, a francia 133 ezerre nőtt. Május közepén a franciák elkeseredett ellentámadásokat indítottak a Douaumont-erődért, de súlyos árat fizettek érte. 
A nyár újabb nagy német támadásokkal indult, és a császári hadsereg bevetette új fegyverét, a foszgéngránátot. A francia vonalakat a jobb parton áttörték, és június 23-án a verduni csata elérte csúcspontját. Ezután a németek kénytelenek voltak korlátozni támadó akcióikat, mivel a brit-francia hadsereg támadásba lendült a Somme-folyó mentén.
December 15. reggelén a Douaumont-erőd egyik 155 milliméteres tarackja megadta a jelet a francia támadásra. A tüzérségi zárótüzet követve a gyalogosok három kilométer mélyen behatoltak az első vonal mögé. Visszafoglalták Louvemont-t, Bezonvaux-t és a Bois des Caurières-t, valamint ejtettek 11 ezer hadifoglyot. (A szócikkben gyakran előforduló bois szó erdőt, összefüggő fás területet jelent.) A németek szinte mindenütt visszaszorultak februári állásaikba, és a csata véget ért.
Az összecsapás csaknem tíz hónapig tartott, a világ leghosszabb csatája volt. Egy másik szomorú rekordot is tart, egyetlen más ütközetben sem volt olyan magas a csatatér egy négyzetméterére eső halottak száma, mint Verdunnél.

## Előzmények
A német villámháborús remények az első marne-i csatával elszálltak, és a császárság katonái a nyugati fronton védekezésre rendezkedtek be. A britek áprilisban Ypres-nél, a franciák májusban Artois-ban támadtak; veszteségük 102 500 katona volt, kétszer annyi, mint a németeké. Szeptemberben a szövetségesek ismét megindultak a német lövészárkok felé: a franciák újra Artois-ban, valamint Champagne-ban, a britek Loosnál próbálták áttörni a védelmet. A veszteség a korábbinál is nagyobb volt: a franciák 242 ezer, a velük szemben álló németek 141 ezer, a britek 50 380, az ellenük védekező németek 20 ezer katonát vesztettek.
Az 1915-ös szövetséges támadások ugyanúgy zajlottak le: a tüzérség hosszasan lőtte a német állásokat, hogy előkészítse a terepet a gyalogságnak. Amikor a franciák és a britek rohamra indultak, gépfegyvertűz fogadta őket. A szerencsés kevesek eljutottak a német állásokig, amelyeket bajonettharcban elfoglaltak. Ezután a német tüzérség lőni kezdte saját korábbi állásait, majd a német tartalék lerohanta az antant-katonákat, és visszaűzte őket saját vonalaikba. A támadók hatalmas veszteségeket szenvedtek, és nem sikerült sehol sem áttörést elérniük. 1915 őszére patthelyzet alakult ki a nyugati front teljes hosszában.
A többi fronton a németek szintén jól álltak. Szeptemberre Hindenburg és Ludendorff csapatai 750 ezer orosz hadifoglyot ejtettek, és közel kerültek ahhoz, hogy a fő orosz sereget bekerítsék. Gallipolinál a törökök szilárdan tartották az állásaikat, Kelet-Afrikában Paul von Lettow-Vorbeck a sajátjánál jóval nagyobb hadat kötött le, a brit haditengerészet pedig nem tudott jelentős győzelmet felmutatni, szemben a császári haditengerészettel, amely Scarborough-t és Hartlepoolt ágyúzta.

## A kivéreztetés koncepciója

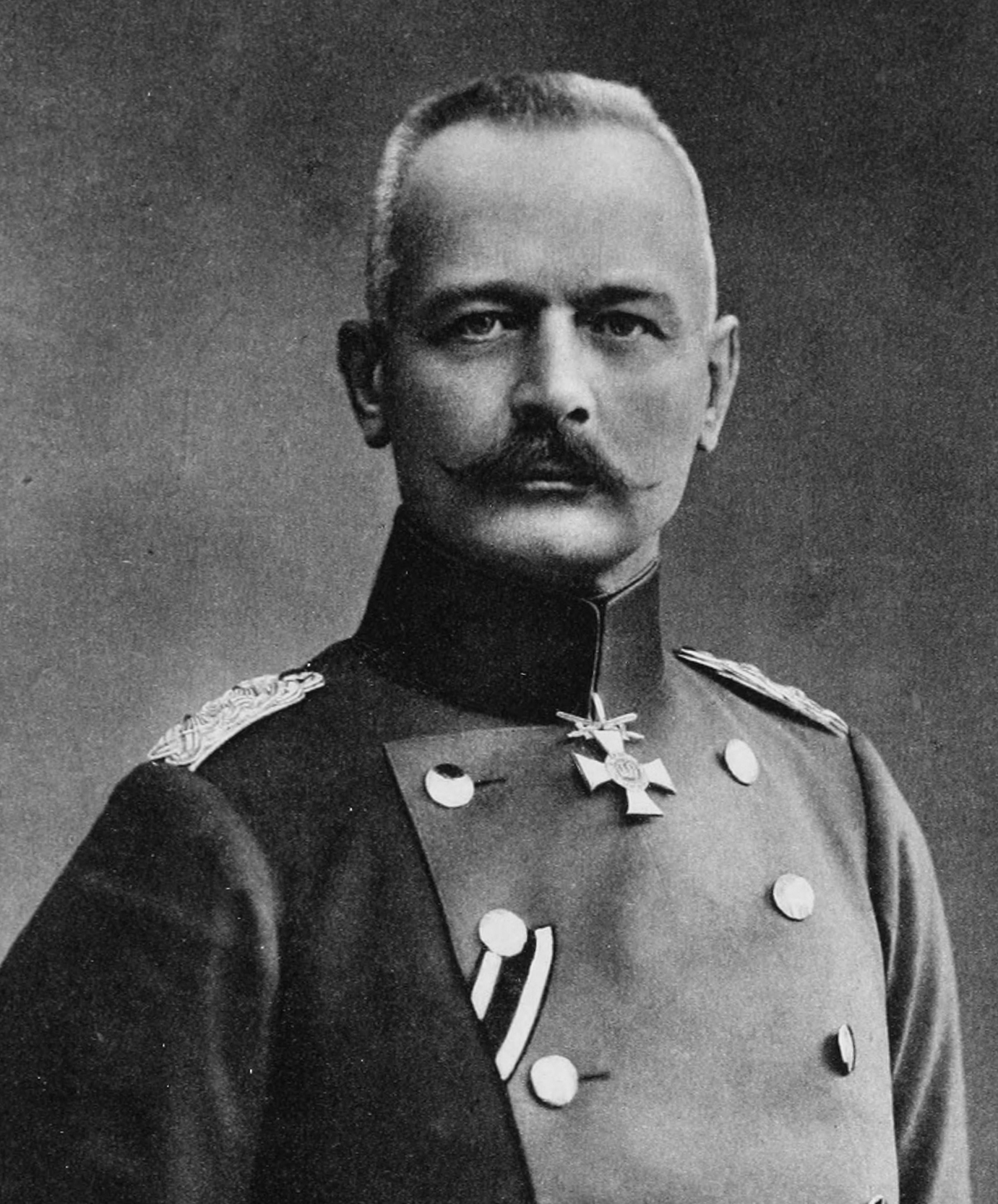
Erich von Falkenhayn

Miután a szövetségesek offenzívái kifulladtak, Erich von Falkenhayn megkezdte a következő évre vonatkozó német stratégia kidolgozását. A német vezérkar megosztott volt: a tábornokok egy része, Hindenburggal és Ludendorff-fal az élen, úgy vélte, hogy ragaszkodni kell az eredeti Schlieffen-tervhez, és először keleten kell döntő győzelmet aratni. Falkenhayn a másik csoporthoz tartozott, amely a nyugati fronton akarta elérni az átütő diadalt.
A vezérkari főnök azon az állásponton volt, hogy szinte semmi esély nincs a kompromisszumos békekötésre a nyugati hatalmakkal. „A háború többé már nem olyan, ahogy korábban terveztük, hanem élet-halál harc” – írta Theobald von Bethmann-Hollweg kancellárnak 1915. november 29-én. Falkenhayn úgy vélekedett, hogy felesleges a mellékhadszíntereken – Egyiptomban, Mezopotámiában, az olasz fronton és Szalonikinél – nagyobb erőt lekötni, Oroszországot pedig belső bajai meghódolásra fogják bírni előbb-utóbb. Fő ellenfélnek az Egyesült Királyságot tartotta, a többi harcoló felet csak a britek fegyverének tekintette.
Mindezek alapján arra az álláspontra jutott, hogy a leendő offenzívának a franciák, vagyis a britek fő fegyvere ellen kell irányulnia, mert ha a franciákat legyőzik, valamint felújítják a korlátlan tengeralattjáró-háborút, akkor az Egyesült Királyság sem lesz képes harcolni. „A Franciaországra nehezedő nyomás elérte a töréspontot” – írta Falkenhayn II. Vilmos német császárnak címzett levelében. A vezérkari főnök ezért egy létfontosságú ponton indítandó korlátozott támadást javasolt, amely „rákényszerítené a franciákat minden rendelkezésükre álló katona bevetésére. Ha megteszik, Franciaország el fog vérezni.”
A halálra véreztetés kifejezés pontosan leírta a célokat, de direktsége többeknek feltűnt. Hans von Plessen tábornok naplójában írta le, hogy Falkenhayn már december elején, a császár jelenlétében is használta a kifejezést. Vilmos koronaherceg, az 5. hadsereg parancsnoka pedig így fogalmazott memoárjában: „Aggasztott a vezérkari főnök által használt kifejezés folyamatos ismétlése, hogy a francia hadsereget fehérre kell véreztetni Verdunnél”.
Falkenhayn terve az volt, hogy rákényszeríti a franciákat a nyugati front egyik behatárolt területén a védekezésre, ahol a körülmények a németeknek kedveznek. Úgy vélte, ezzel elérhetik, hogy a franciák folyamatosan pótolják az elesett katonákat és az elvesztett, elhasznált hadi anyagot, és végül teljesen felmorzsolódjanak. Falkenhayn erre a célra Verdun övvárát választotta, amely az 1914-es német offenzíva miatt elszigetelődött, és három oldalról is támadhatóvá vált, illetve alig több mint 19 kilométerre feküdt egy nagy, német kézen levő vasúti kirakodóállomástól. A hadművelet a Gericht („ítélkezés” vagy „bíróság”) nevet kapta, és Falkenhayn az 5. hadsereget jelölte ki a feladatra.

## Tervezés és felvonulás

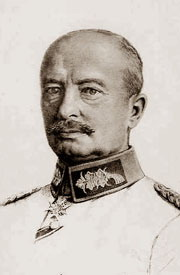
Konstantin Schmidt von Knobelsdorf

December 24. és január 27. között Falkenhayn többször egyeztetett az 5. hadsereg vezetésével. Konstantin Schmidt von Knobelsdorf tábornok, a koronaherceg vezérkari főnöke bemutatta a hadmozdulat terveit, amelyek szerint a német csapatok a várostól északra, a Meuse két partján indítanak offenzívát. Ez lehetővé teszi majd Verdun ágyúzását, ami rákényszerítheti a védőket az evakuálásra. Falkenhayn azonban közölte, hogy a felvázolt haditerv meghaladja a rendelkezésre álló forrásokat, így csak a Meuse keleti, jobb partján indítanak támadást a francia védművek ellen.
Falkenhayn attól tartott, hogy a szövetségesek ellentámadást indítanak a front valamelyik másik szakaszán, ezért tartalékot akart képezni. Annak ellenére kitartott álláspontja mellett, hogy Hermann von Kuhl tábornok, a 6. hadsereg vezérkari főnöke biztosította: a szövetségesek nincsenek olyan készültségi állapotban, hogy offenzívára vállalkozzanak.
Knobelsdorf tiltakozott, és később Max Bauer, a vezérkar nehéztüzérségi szakértője is arra jutott helyszíni vizsgálata során, hogy a front túl szűk lesz, ami lehetővé teszi majd a francia tüzérség hatékony felhasználását. Ezt az álláspontot támasztotta alá több, háború előtti hadgyakorlat eredménye is, amelyeken Hans von Zwehl tábornok, a csapásra kijelölt új hadseregtest parancsnoka is részt vett. Zwehl ezért szintén azt javasolta, hogy mindkét folyóparton indítsák meg a támadást.
Falkenhayn azonban hajthatatlan maradt: korlátozott számú gyalogsággal és intenzív tüzérségi támadással akarta felmorzsolni a védőket. Ez a döntése később lehetővé teszi majd a franciáknak a német támadás megakasztását a jobb parton. Falkenhayn és az 5. hadsereg vezérkara között még egy kérdés függőben maradt: mi legyen Verdun sorsa. Míg Falkenhayn direktívájában azt írta, hogy a támadást Verdun irányába kell végrehajtani, a koronaherceg az erődváros elfoglalására utasította csapatait.

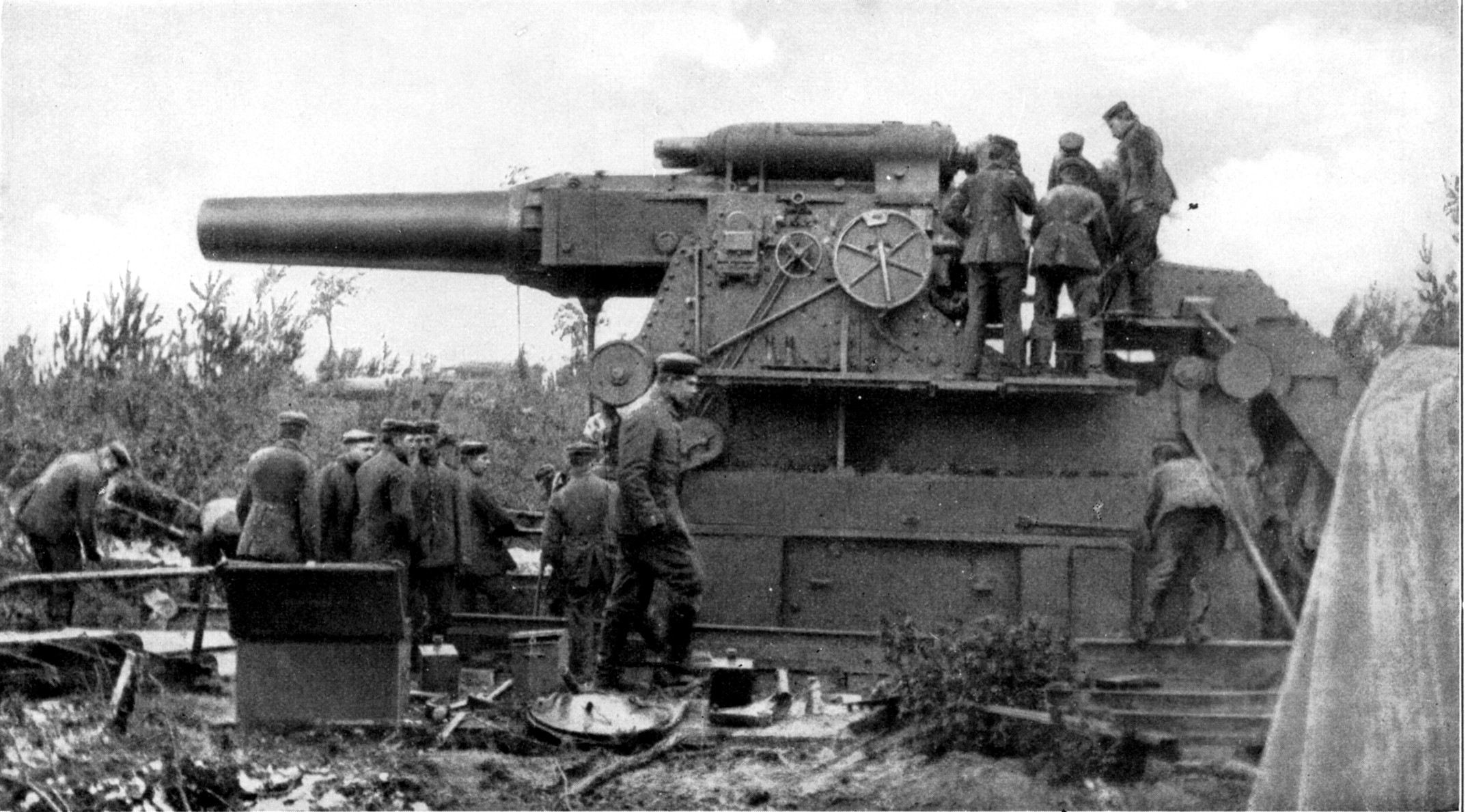
A „Kövér Berta”, a németek 420 milliméteres lövege

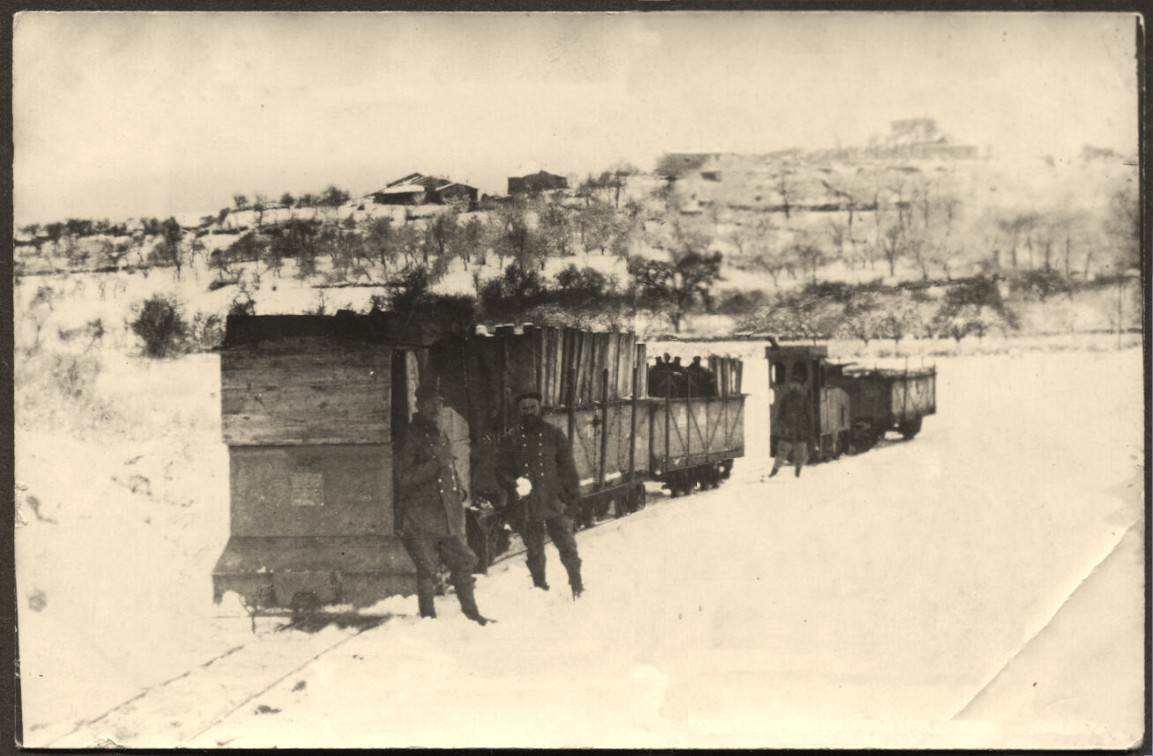
Német tábori vonat

A németek a legnagyobb titokban kezdtek készülni az összecsapásra. A hadi anyag mozgatására tíz keskeny nyomtávú vasútvonalat, a kirakodáshoz két tucat állomást építettek. Teljes településeket ürítettek ki, hogy legyen hol elhelyezni a 140 ezer katonát, akit Valenciennes-ből szállították a helyszínre. Zwehl december 27-én érkezett meg új főhadiszállásra. A németek 1916 január–februárban tíz hadosztályt, köztük hat ténylegest vontak össze.
A német terv az átütő tüzérségi támogatáson alapult, ennek érdekében több mint 1200 löveget vonultattak fel egy mindössze 14 kilométeres frontvonal ágyúzására. Ezek közül 542 nehézlöveg volt, köztük tizenhárom 420 milliméteres tarack és tizenhét 305 milliméteres mozsár. Rajtuk kívül a frontvonal közelébe vittek 306 tábori ágyút és 200 nehézmozsarat (Minenwerfer). Felállítottak két 380 milliméteres, nagy hatótávolságú haditengerészeti löveget is, egyikük Verdun várost lőtte negyvenszer naponta. A tüzérségi eszközök mellett 2,5 millió gránátot halmoztak fel, amelyet 1300 szerelvény szállított a helyszínre. A németek Verdunnél vetették be először új fegyverüket, a lángszórót.
A németek bíztak a meglepetés erejében, ezért amennyire csak tudták, álcázták a felvonulást. Félrevezető információkat terjesztettek arról, hogy Belfort lesz a támadás célpontja. A frontvonal közelébe hordott felszerelést álcázták, erdők takarásában rejtették el, föld alatti helyiségeket építettek, hogy ne lehessen látni a támadásra készülő alakulatokat. A francia felderítő repülőket a szektorban koncentrált 168 német gép tartotta távol. Nehezítette a franciák dolgát, hogy a németeknek sikerült felszámolniuk azt a hatvanfős francia kémhálózatot, amelyet egy francia nő, Louise de Bettignies működtetett a megszállt területeken. A német légierő a repülőkön kívül 14 Drachen típusú megfigyelőballont és négy léghajót csoportosított át Verdunhöz.
A német jobbszárnyon (a Meuse és Flabas – ma Moirey-Flabas-Crépion része – között) a VII. tartalékhadtest, mellette (Flabas és Ville között) a XVIII. hadtest, attól balra (Ville és Herbebois között) a III. (brandenburgi) hadtest, majd (Herbebois és Ornes között) a XV. hadtest következett. Mögöttük az V. tartalékhadtest sorakozott fel. A támadást február 12-ére tűzték ki. Éjszaka a koronaherceg kiáltványt intézett katonáihoz, amelyben arra szólította fel őket, mutassák meg az ellenségnek, „Németország fiainak szívében él még a győzelem iránti vasakarat”. Az offenzívát azonban 24 órával el kellett halasztani, mert havazni kezdett, és a látási viszonyok nagyon rosszak voltak. Az időjárás másnap sem javult, ezért újra és újra halasztani kellett a támadást.

## A francia oldal

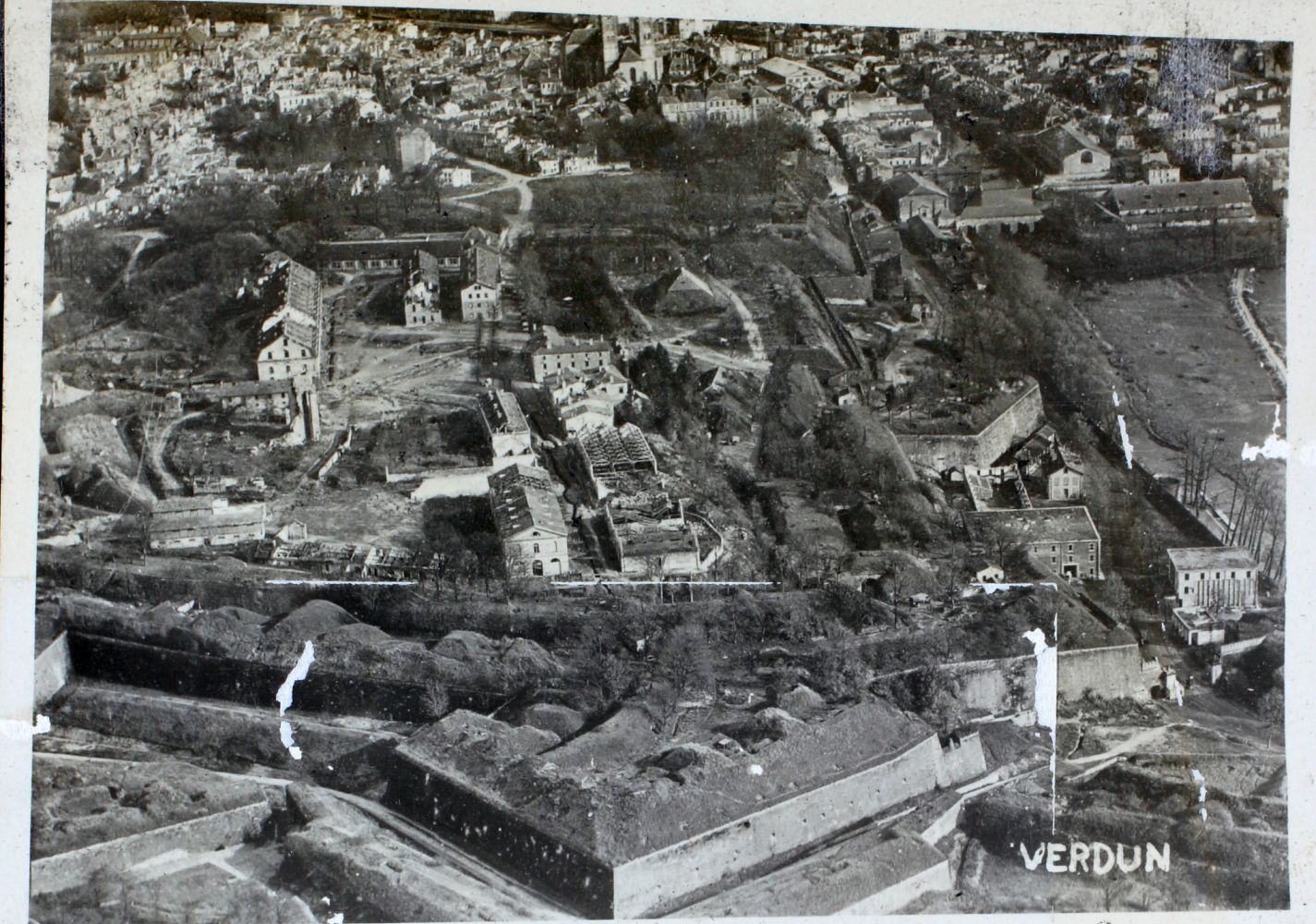
A verduni erőd 1914. március 28-án

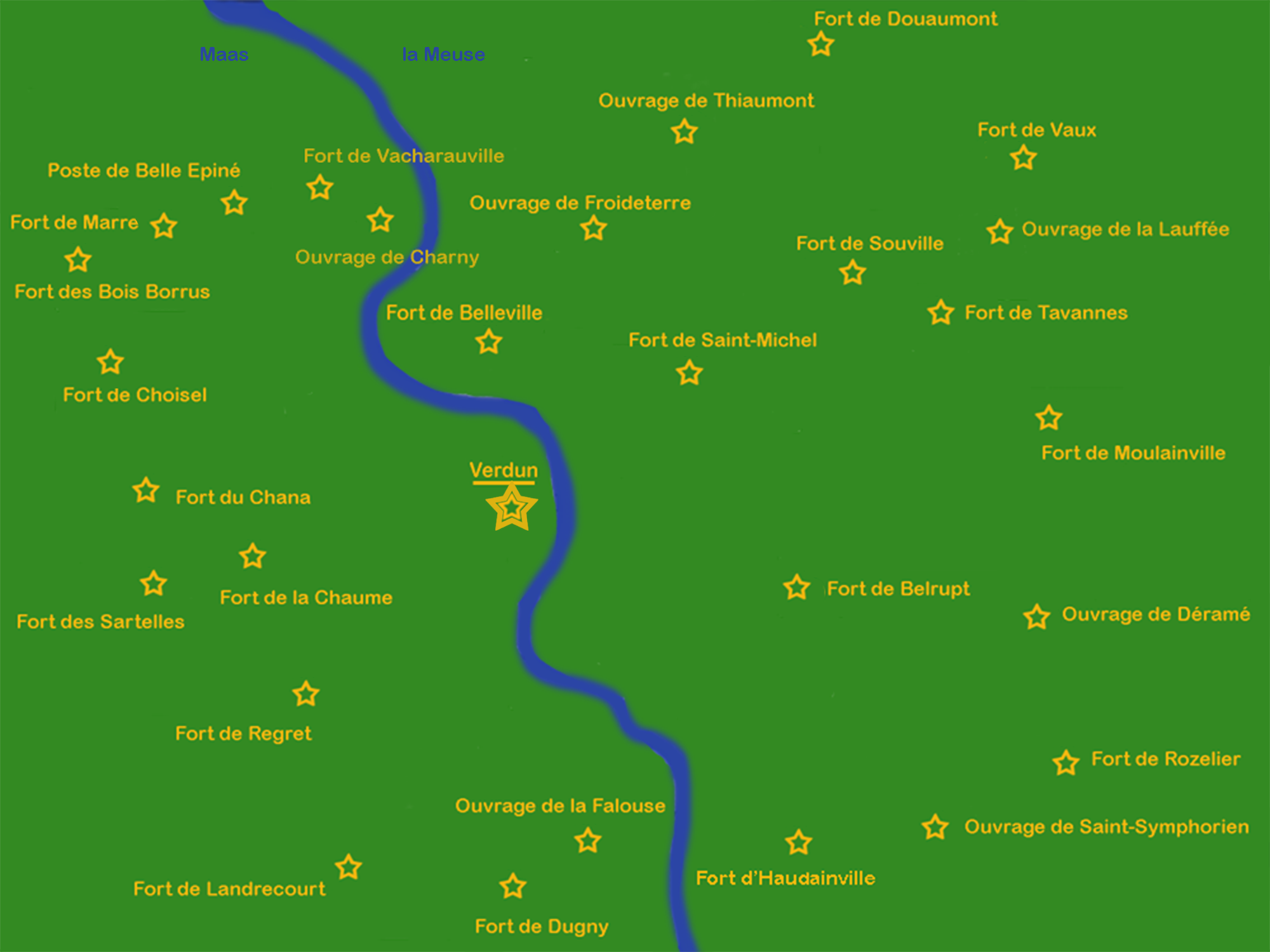
A Verdunt körülvevő erődrendszer

A Meuse völgyében fekvő Verdun hagyományosan Franciaország keleti kapujának számított, erdős, a 400 méteres magasságot is elérő hegyek vették körül. A hátországgal, Bar-le-Duc várossal mindössze egy út kötötte össze. Ezt a csata alatt Szent útnak (Voie Sacrée) nevezték, mivel rajta keresztül érkezett az erősítés és az ellátmány. Verdun védműveit a franciák 1885-ben kezdték felújítani, és 1913-ig újabb külső erődövet építettek, nagyjából nyolc kilométerre a várostól. A betonnal és páncéllal erősített építményeket mélyen a földbe süllyesztették.
Az erődrendszer azonban súlyos ember- és löveghiánnyal várta az ostromot. A háború elején a hasonló belga erődök gyorsan elestek a német nehéztüzérség kíméletlen ágyúzásában, ezért a franciák elvesztették hitüket az erődítményekben. 1914-ben folytak harcok a közelében, de aztán hosszú ideig csend volt a környéken. A francia vezérkar utasítására a verduni várak nehézlövegeit és helyőrségének jelentős részét más frontokra küldték.
Az erődrendszer (Région Fortifée de Verdun) parancsnoka Frédéric-Georges Herr tábornok volt, aki a támadást megelőző hónapokban többször jelezte a vezérkarnak a védelem problémáit, köztük a tüzérségi eszközök alacsony számát, a szögesdrótakadályok, a földbe ásott telefonvezetékek és a kommunikációs árkok hiányát, de nem ért el sikert. „Mindennap reszketek. Ha megtámadnának, nem tudnék kitartani. Szóltam a vezérkarnak, de visszautasították, hogy meghallgassanak” – panaszkodott Herr.
A francia vezérkart Herr panaszai nem hatották meg, de egy helyi parlamenti képviselő, Émile Driant alezredes augusztus 22-ei levele, amelyet a képviselőház elnökének írt, megkavarta az állóvizet. A levél eljutott a védelmi minisztériumba, amely vizsgálóbizottságot küldött a helyszínre. A testület megerősítette a Driant levelében foglalt, Herr által is hangoztatott problémák létét. A hadügyminiszter Joseph Joffre tábornokhoz, a francia hadsereg főparancsnokához fordult, aki indulatosan elutasította, hogy civilek a megkerülésével vizsgálják a hadsereget.
Januárban a franciák arra lettek figyelmesek, hogy a német vonalak mögött eltűntek a templomtornyok, amelyek a francia ütegek referenciapontjai voltak, és  egyre több német katonaszökevény, elsősorban elzászi érkezett, aki mind ugyanazt mondta: komoly dolog készül. Lassan a francia hadvezetés is felismerte a fokozódó feszültség jelentőségét Verdunnél. Január 24-én megérkezett a városba Joffre jobbkeze, Édouard de Castelnau tábornok, aki elrendelte a védelmi vonalak megerősítését, és az azokat összekötő futóárkok megépítését. Ezek létfontosságúak lesznek a német offenzíva lelassításában egy hónap múlva. Castelnau után Raymond Poincaré elnök, majd Joffre maga is megtekintette a frontot. A látogatások eredményeként február 12-én, a német támadás eredeti indulónapján, két plusz hadosztályt rendeltek Herr alá. Joffre 19-én ismét felkereste Herrt, és gratulált neki az előkészületekhez.
A német támadást Paul Chrétien altábornagy XXX. hadtestének három hadosztálya várta a vonalakban. A Meuse-től keletre a 72. helyi kiegészítésű tartalékhadosztály állomásozott, mellette az 51. tartalékhadosztály, majd a 14. tényleges hadosztály következett. A 37. algériai kiegészítésű hadosztály tartalékban volt. Ezeknek a csapatoknak kellett tartaniuk a kiszögellés kritikus északi részének 25 kilométeres vonalát. Harmincnégy francia gyalogzászlóalj 72 némettel nézett szembe. Még rosszabb helyzetben volt a tüzérség, amely mindössze 270 lövegből állt. Február 19-én kisütött a nap, és a talaj kezdett felszáradni, és másnap is tavaszias volt az időjárás.

## A támadás

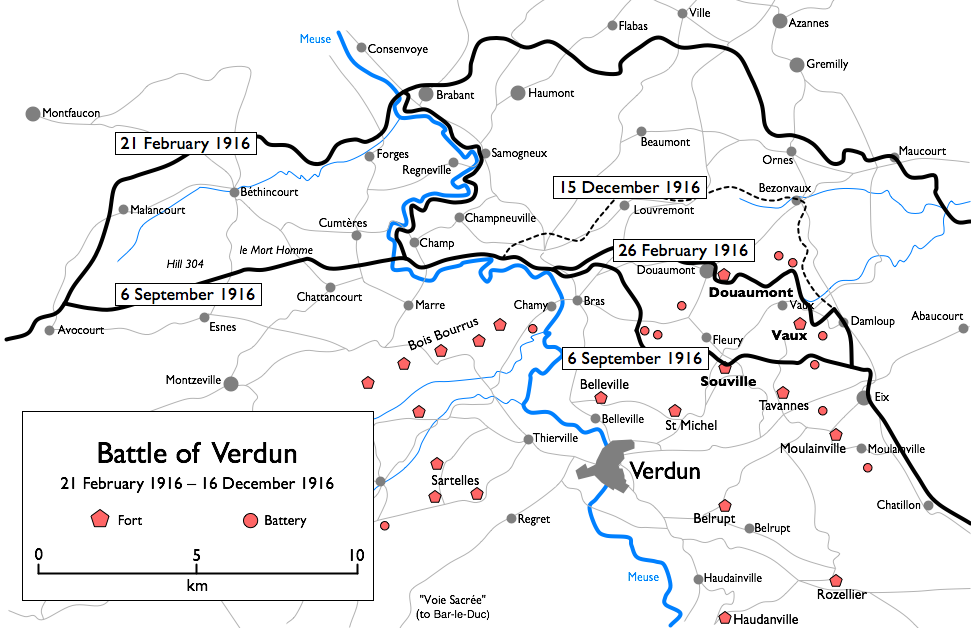
A csatatér térképe

1916. február 21-én 7.12-kor a német tüzérség megkezdte a francia vonalak ágyúzását. A nagyjából 13 kilométeres front minden ezer méterére 150 löveg jutott, amelyek ontani kezdték a különböző űrméretű lövedékeket. Az első egy órában a telefon-összeköttetés jelentős része megszűnt a francia csapatok között, a haditengerészeti ágyúk pedig szétlőtték a verduni vasútállomást. A francia ütegeket gázgránátokkal lőtték. Azok, amelyeket nem iktattak ki a németek, megpróbálták viszonozni a tüzet. Egy francia üteg az első lövésével eltalálta a 24. brandenburgi ezred fizetőtisztjét és a zsoldot őrző ládát.
A koronaherceg megérkezett előretolt parancsnokságára, Vittarville-be, de néhány órával később, a francia tüzérség sporadikus támadása miatt visszavonult Stenay-ba. Néhány órás ágyúzás után Hermann Beeg tábornok, a koronaherceg főtüzére már azt jelentette, hogy a legtöbb francia ütegben legfeljebb egy löveg működőképes. Az egyik német felderítőgép pilótája azzal a hírrel érkezett vissza, hogy semmi élő nem maradt a francia vonalakban.
Délután fél ötkor a német gyalogság megindult a szétlőtt francia állások felé, hogy felszámolja a maradék ellenállást. Falkenhayn óvatosságból, nehogy túl gyorsan véget érjen a csata, nem rendelt el átfogó támadást, csak megerősített járőröket küldött ki. A három német hadtest közül kettő betartotta az utasításokat, de von Zwehl a rohamcsapatok első hullámát is a francia állások ellen küldte.
Heves csatározások bontakoztak ki a Bois des Caures nevű erdős területen, ahol a védelem talán leginkább ütőképes alakulata, az 56. és 59. könnyűgyalogos zászlóalj harcolt Émile Driant parancsnoksága alatt. A balszárnyat védő Bois d'Haumont első lövészárkai gyorsan elestek, és a németeknek számos helyen sikerült betörniük a teljesen szétlőtt védelmi vonalak közé, és gyakran hátulról támadták a franciákat. A védők felvették a harcot, és szórványos ellenlökéseket is indítottak, annak ellenére, hogy az alig fél négyzetkilométernyi erdőbe 80 ezer gránát csapódott.

### Az első napok

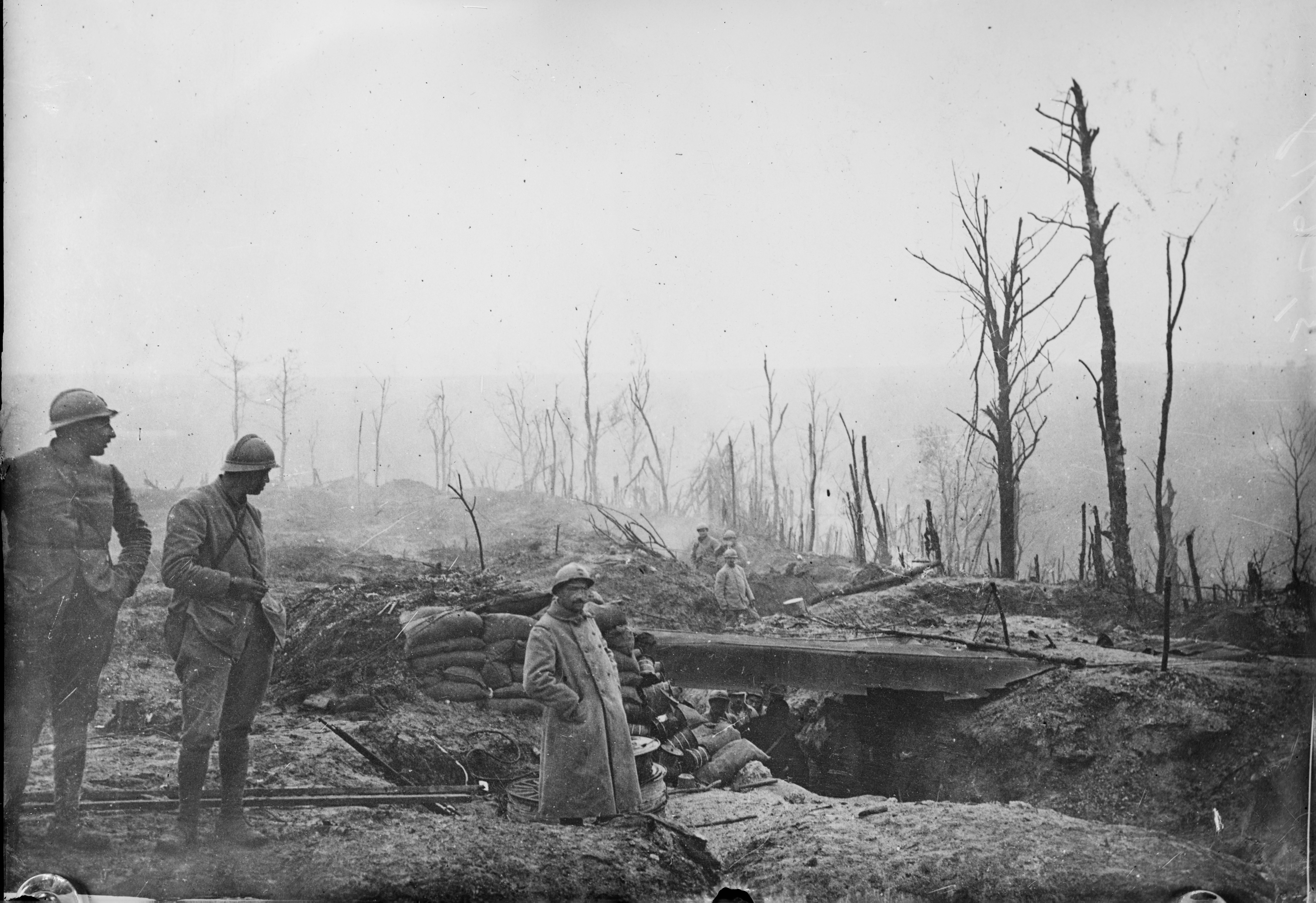
Francia lövészárok

Február 22-én reggel Knobelsdorf kiadta az utasítást, hogy a Bois des Caures-t bármilyen áron, de el kell foglalni. A hullámokban indított támadást ötórás pergőtűz vezette be, ennek ellenére a franciák ismét ellenálltak, de végül a túlerő legyűrte őket. Hasonló támadásokat indítottak a németek az erdő két oldalán is, és a tüzérségi előkészítés ellenére megmaradt védők hátrálni kezdtek a Vaux- és a Douaumont-erőd felé. A III. hadtest elfoglalta a Bois de Ville-t, a 7. tartalékhadosztály pedig Haumont-t, ahol 400 hadifoglyot ejtett. Estére, Herbebois és Brabant kivételével, a francia első védvonal német kézbe került. Herbebois-nál a francia tüzérségnek sikerült időben beavatkozni a harcokba. A német veszteség magasabb volt a vártnál: 2350 fő.
Február 23-án Fernand de Langle de Cary tábornok, a középső hadseregcsoport parancsnoka arra utasította Herrt, hogy ne engedélyezzen visszavonulást sehonnan. „Egyetlen egy utasítást kell követni: kitartani, kitartani bármi áron!” – mondta. A hősiesség azonban nem segített: Brabant-t kiürítették, így Zwehl csapatai ellenállás nélkül vonultak be a településre. Óriási csata folyt Beaumont-nál, ahol a rejtőzködő francia géppuskások megtizedelték a betörő hessenieket. Az ellenállásnak köszönhetően a francia 72. hadosztály tartotta a Beaumont–Samogneux-vonalat, és így a 37. algériai hadosztály felzárkózhatott mögé.
Február 24-én a németek áttörték a védvonalat: elesett Samogneux, és 900 francia került hadifogságba. A francia hadvezetés az afrikai hadosztállyal próbálta betömni a rést, de az hamar feladta a hevenyészett állásokat. Éjszakára a francia morál mélypontjára süllyedt: a gyalogság nem kapott tüzérségi támogatást, a katonák elhagyták őrhelyüket, és hátrafelé menekültek. A kötözőállomások megteltek sebesültekkel, akik közül csak keveseket sikerült ellátni vagy továbbszállítani, mivel a német tüzérség szétlőtte az utakat és a vasúti pályát. Chrétien tábornoknak nem maradt tartaléka, amelyet a frontra vezényelhetett volna.
A francia 72. hadosztály, amely a front Meuse és a Bois des Caures közötti szakaszát védte, gyakorlatilag felmorzsolódott: 192 tisztet és 9636 katonát, a folyó jobb partján harcoló 51. hadosztály pedig 140 tisztet és 6256 harcost veszített. A 37. hadosztály vesztesége megközelítette az ötezret. Erősítésként a XX. hadtest (tisztjei között Charles de Gaulle századossal) érkezett a helyszínre Maurice Balfourier tábornok vezetésével. A németek, akik nagyjából a francia veszteség egyharmadát szenvedték el, mintegy tízezer hadifoglyot ejtettek. Az út nyitva állt Verdun felé, de Falkenhayn, a koronaherceg sürgetése ellenére, óvatosságból nem küldte előre a tartalékot, és ezzel elmulasztotta a lehetőséget.

## Castelnau és Pétain érkezése

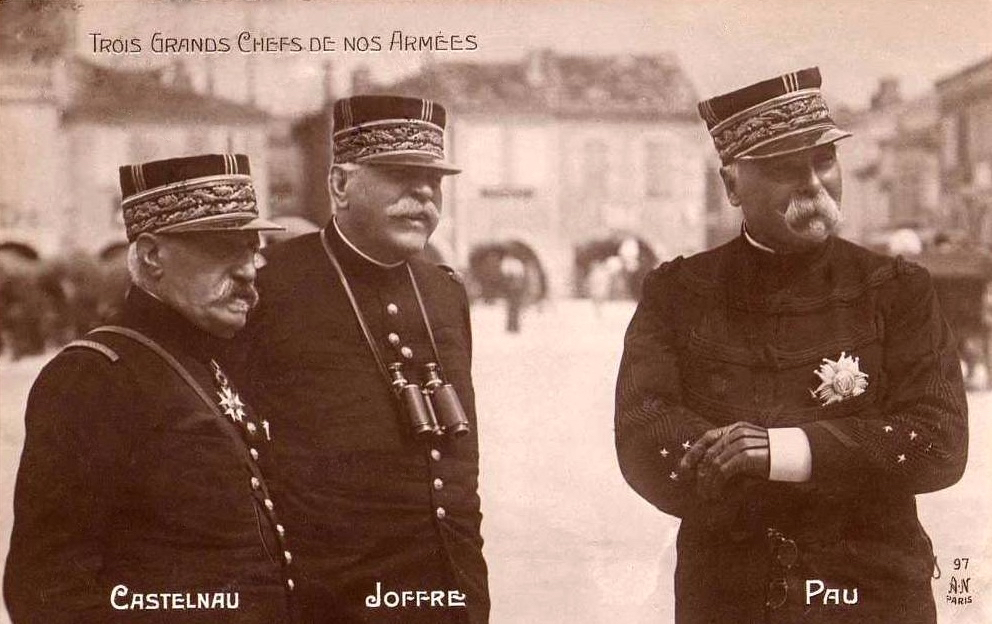
Castelnau, Joffre és Paul Pau

Joffre chantillyi főhadiszállását csak február 23-án kezdték el nyugtalanítani a Verdunből érkező hírek, ezért a főparancsnok a helyszínre küldte Henri Claudel tábornokot, aki másnap, dacára a német előrenyomulásnak, azt jelentette telefonon, hogy a támadás lelassult, és a francia csapatok talán még ellenlökést is indíthatnak. Este azonban Langle de Cary telefonált, aki sokkal sötétebb beszámolót adott, és engedélyt kért a  Woëvre-lapály kiürítésére a gyorsan közeledő német csapatok miatt. Joffre, taktikusan, rábízta a döntést. Később Édouard de Castelnau tábornok, Joffre vezérkari főnöke felkereste a hadsereg parancsnokát, és azt javasolta, indítsák Verdunbe a 2. hadsereget, amely tartalékban volt, hogy megvédjék a Meuse bal partját.
Joffre egyetértett a javaslattal. Február 24-én éjszaka Castelnau elindult Verdunbe, ahova másnap reggel érkezett meg. Felkereste Langle de Cary és Herr főhadiszállását, ahol kimerült, bizonytalan, habozó főtiszteket, lázas, de szervezetlen munkát talált. Végigjárta a védelem szempontjából fontos pozíciókat, és döntéseket hozott, utasításokat adott. Arra az álláspontra jutott, hogy a várost meg lehet védeni. Úgy döntött, a felfejlődő 2. hadsereg parancsnokára, Henri Philippe Pétain tábornokra bízza a csata irányítását. Miközben Castelnau a védelmet szervezte, néhány tucat német felderítő behatolt a Douaumont-erődbe, amelyből már kivonták nehézfegyverzetet, és parancsot adtak felrobbantására, de a parancs nem ért el az erődben maradt mintegy 70 katonához. Egy német gyalogosszázad különösebb  harc nélkül birtokba vette az erődöt, a világ egyik legnagyobb ilyen jellegű létesítményét. Az eseményt a német katonai propaganda erősen felnagyította, egy hősi csata legendáját építették belőle. A századparancsnok, Brandis főhadnagy Pour le Mérite kitüntetést kapott Vilmos császártól.

### Az ellenállás vonala

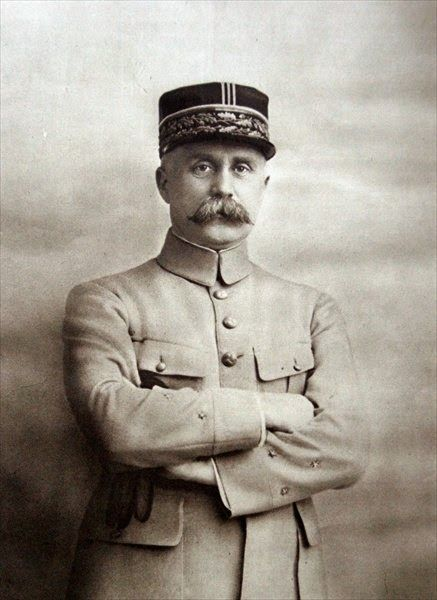
Philippe Pétain

Pétaint rossz hírek fogadták: a németek leszűkítették a várostól keletre fekvő Woëvre-lapályon harcoló francia „zsebet”, valamint elvágták a Clermont-ba vezető utat és vasutat. Ráadásul a parancsnokság nem ismerte az alakulatok helyzetét, senki nem tudta pontosan, milyen utasításokat adtak ki. Egy dologban voltak biztosak, Douaumont elestében. Pétain ezután találkozott Castelnau-val, aki egy kitépett jegyzetlapra írta fel utasítását, miszerint Verdunt bármi áron meg kell védeni a Meuse jobb partján. Castelnau ezzel igazolta Falkenhayn várakozását, aki biztos volt abban, hogy a franciák inkább „fehérre véreznek”, mintsem feladják Verdunt.
Pétain másnap, február 26-án kétoldali tüdőgyulladással ébredt fűtetlen szállásán. Betegségét eltitkolták, és lázasan, betegágyából kezdte meg a védelem irányítását. Pétain úgy látta, nem reménytelen a helyzet: a létfontosságú állások közül csak a Douaumont-erőd esett el, megérkezett a frontra a XX. hadtest, és két további volt már úton. Douglas Haig beleegyezett abba, hogy északon a britek átvegyenek egy újabb szektort a franciáktól, így a további utánpótlás is megoldódott. Philippe Pétain úgy vélte, ha a város kitart még néhány napig, akkor elmúlik a közvetlen veszedelem.
Két fontos feladatot tűzött ki azonnali célként: összehangolni a tüzérség működését és utánpótlásvonalat nyitni. Pétain kijelölte az ellenállás vonalát, amelynek gerincét az addig elhanyagolt erődök adták. Az erődítményeket ismét felfegyverezték és helyőrségüket kiegészítették. Mindazonáltal kijelölték a pánik vonalát is, ahol újraszerveződhet a védelem, ha nem sikerül megállítani a németeket, ennek létét azonban csak kevesen ismerték. Irányítása alatt a tüzérség összehangolt támadásokat indított, amelyek azonnal súlyos német veszteségeket okoztak.
Pétain tettrekészsége azonnali változást hozott a csapatok harci szellemében: a védelmi vonalak megszilárdultak, és megállították a német előrenyomulást február 27-én. A XX. hadtest beásta magát a folyó jobb partján, és sikerült azt a lyukat is betömni, amelyet a belleville-i váratlan visszavonulás okozott. A tüzérségnek sikerült új állásokat felvennie Froideterre-nél, és a 75 mm-es tarackok zárótüzének fedezetében a XX. hadtest gyalogosai elérték a 37. hadosztály maradékát, és megerősítették a Bras és Haudiomont közötti vonalat.
A németek február 27-éig csaknem hat és fél kilométert nyomultak előre, és még ennyit kellett volna megtenniük a városig, de a franciák szilárdan tartották a vonalakat. A leghevesebb harcok Douaumont falunál folytak, ahol a brandenburgiak súlyos veszteségeket szenvedtek. A csatában a szászországi 27. vadászzászlóalj 413 katonájával baráti tűz végzett. A falu védelmére Pétain saját gyalogezredét, a 33.-at rendelték ki, amelyet megtizedeltek a németek. A falu végül március 4-én esett el, és ezzel lezárult a csata első szakasza.

### Szent út

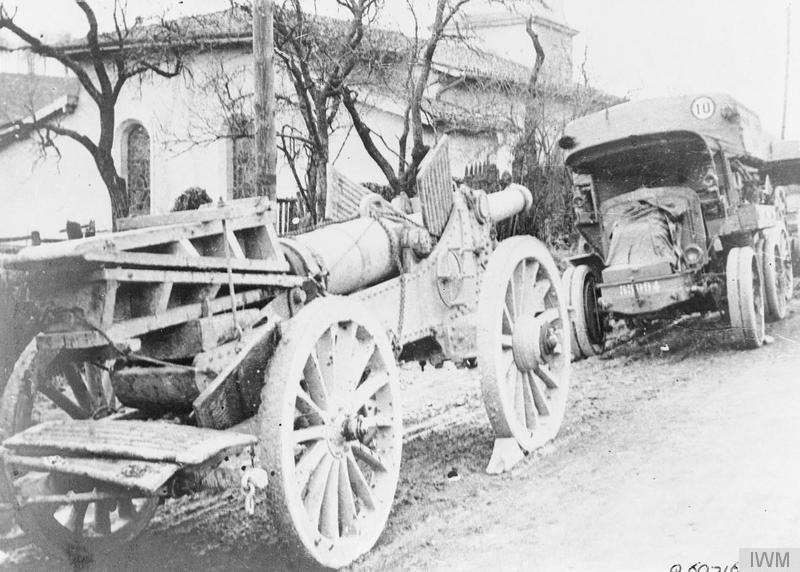
155 mm-es löveg a Szent úton

A franciák szigorú szabályokat vezettek be a Verdunt Bar-Le-Duc városkával összekötő úton, annak érdekében, hogy a forgalom folyamatos maradjon. Az utasítás értelmében minden olyan járművet, amely lerobbant, azonnal az árokba kellett lökni. Az utat hat szakaszra osztották, mindegyikhez rendeltek karbantartókat és autószerelőket.
Tíz zászlóaljnyi katonával megkezdődött egy keskeny nyomtávú vasútvonal építése is Revigny felé. A franciáknak 700 teherautójuk volt, amelyek naponta 1250 tonna mozgatására voltak képesek, de a becslések szerint Verdun napi igénye 2000 tonna volt, emiatt országszerte begyűjtötték a járműveket. A február 28-án kezdődő héten sikerült 25 ezer tonnányi felszerelést és utánpótlást Verdunbe szállítani, és 190 ezer katona is elérte a frontot.
A forgalom júniusban érte el csúcsát a Voie Sacrée-n, amikor már 12 ezer jármű állt Verdun szolgálatában, és 14 másodpercenként követték egymást. Az út fenntartásán egy hadosztálynyi katona dolgozott, és a francia hadsereg katonáinak kétharmada végigutazott ezen a nagyjából 75 kilométeren. A háború után Németországban többen bírálták a légierőt, mert 
nem bombázta az utat, hogy elvágja a verduni utánpótlást.

## Elakadó offenzíva
A folyamatosan szakadó eső sártengerré változtatta a harcmezőt, és február 27-én a német támadás elakadt. Az offenzíva arra épült, hogy a tüzérség követi az előrenyomuló gyalogságot, és pusztító tűzzel megnyitja előtte a francia védelmet. A robbanásoktól felszaggatott, mocsárrá vált talajon azonban a nagy  lövegek tengelyig sárba süppedtek. Miközben a tüzérek emberi és állati erővel próbálták kimozdítani őket, a nagy hatótávolságú 155 milliméteres francia ágyúk könyörtelenül lőtték őket. A tűzben elesett a III. tábori tüzér hadtest parancsnoka, Wilhelm von Lotterer tábornok is március 4-én. A franciák hatalmas pusztítást végeztek a német lóállományban, volt olyan nap, amikor hétezer állatot öltek meg a lövedékek.
Mivel nem sikerült a haditervnek megfelelő időben és pozícióba juttatni a lövegeket és a gránátellátásuk is akadozott, a gyalogság nem kapott megfelelő tűztámogatást, és a katonák egyre gyakrabban tapasztalták, hogy a tüzérségi előkészítés ellenére is épségben maradtak a francia géppuskafészkek. Ennek azonnal meglett az eredménye: február 29-ére a német veszteség meghaladta a 25 ezret. A legsúlyosabb csapás a VII. tartalékhadtestet érte, amelynek fedezék nélküli jobbszárnyát nagy pontossággal lőtte a francia tüzérség  a folyó másik partjáról. A németek annyira kiszolgáltatottak voltak, hogy egyik ezredük több embert vesztett a front mögött, tartalékban, mint a Bois d'Haumont-nak nevezett fás területért vívott csatában.

## A szárnyak csatája
Február 29-én megbeszélést tartott a német vezérkar. Falkenhayn és a trónörökös új stratégiában állapodott meg: kiterjesztik a támadást a Meuse nyugati, bal partjára is, hogy elérjék a francia tüzérséget, valamint új offenzívát indítanak a jobb parton, a francia jobb szárnyon a Vaux-erőd ellen. Falkenhayn két új hadosztályt rendelt előre. A támadás egyszerre indult volna a két parton, de a tüzérségi lőszerek hiányában az offenzívát 48 órával elhalasztották a Meuse jobb oldalán, és ezzel elvesztették a folyó két partján összehangoltan folyó akció kínálta előnyöket.
A késve induló támadás fő célpontja a Vaux-erőd elfoglalása volt, amely azonban eltökélten tartotta magát. Vaux falu romjai eközben tizenháromszor cseréltek gazdát. Március 6-20. között a német VI. tartalékhadtest, amely az offenzívát vezette, tízezer embert veszített.

### Mort Homme

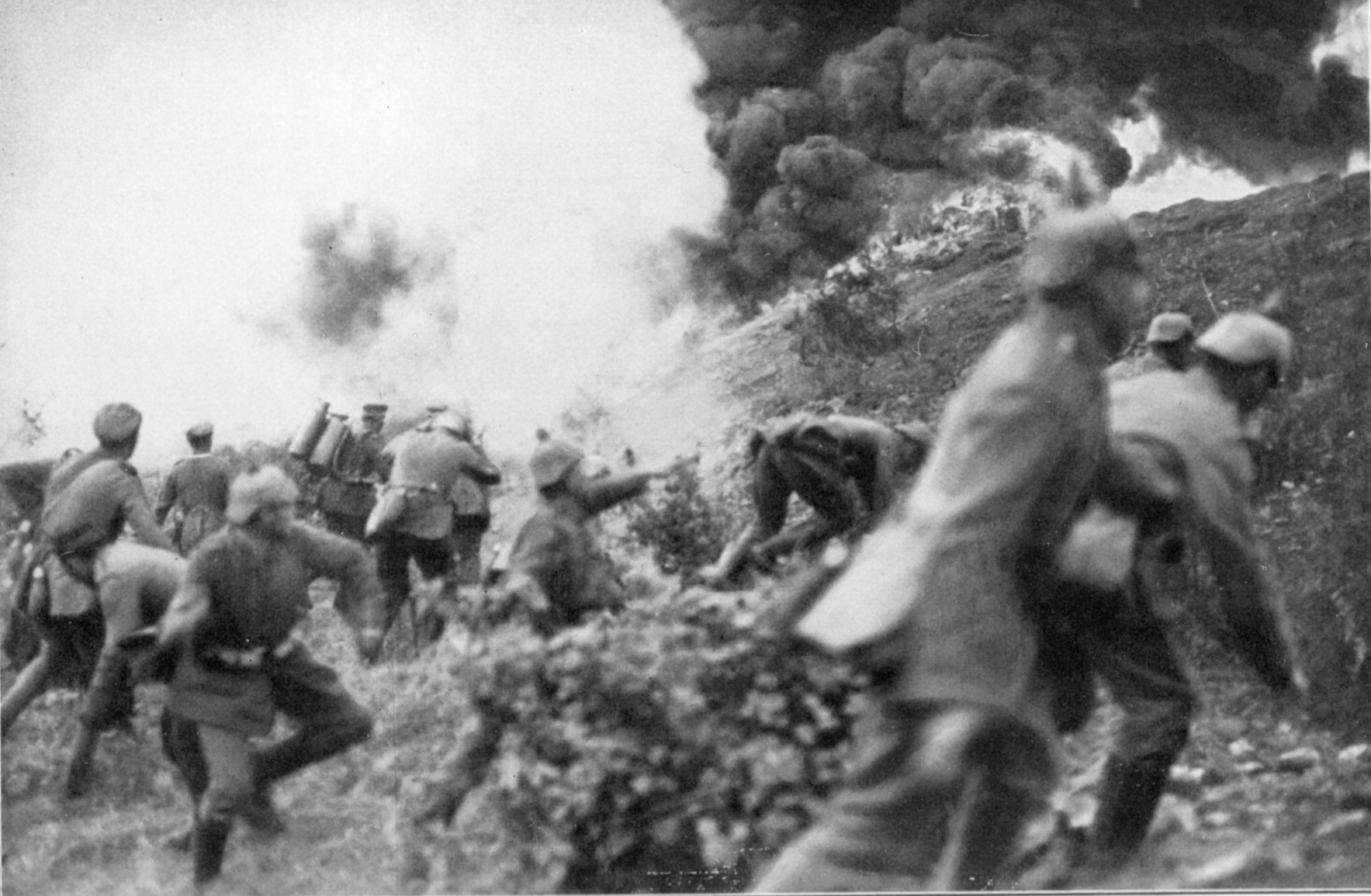
Német roham a Mort Homme-on

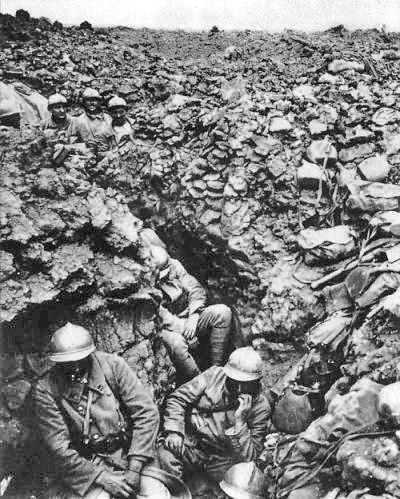
A 304-es magaslat

A bal parti támadás célpontjának egy magaslatot, a Mort Homme-ot (Halott Ember) jelölték ki. Ez a pont uralta a tájat, és elfoglalásával a németek lőhették volna a mögötte felállított francia tüzérséget, amely a jobb parton előrenyomuló gyalogságukat tizedelte. A Mort Homme három kilométerre volt a német állásoktól, jóval kisebb távolságra, mint amennyit az offenzíva első napjaiban megtettek a támadó alakulatok. A bal partot négy francia hadosztály védte, az ötödik pedig tartalékban volt mögöttük.
A német támadás március 6-án hóesésben, négyórás előkészítő ágyúzással indult a bal parton, majd a 77. dandár átkelt a folyón Brabant-nál és Champneuville-nél, és hídfőállást alakított ki a francia első vonal mögött. A francia tüzérség lőni kezdte az előrenyomuló németeket, de sok lövedék mélyen belefúródott a felázott talajba, és nem robbant fel. A német 22. tartalékhadosztály Regneville felé fordult, hogy átkarolja a franciákat.
A támadók estére elfoglalták Forges-t és Regneville-t, valamint a 265-ös magaslatot, amely egy gerincen helyezkedett el. A hegyhát nyugati vége egy erdőben, a Bois de Corbeaux-ban végződött, amely északkeletről határolta a Mort Homme-ot. Az erdő március 7-én elesett, de a magaslat ellen indított támadás elakadt a tűzben. Másnap a Macker alezredes által vezetett francia csapatok kézitusában visszafoglalták a Bois de Corbeaux-t. Március 10-én elesett Macker, és a németek súlyos áldozatok árán megszerezték az erdőt. A frontnak ez a szakasza a következő hónapokban alig mozdult.
Március 14-én a németek frontális támadást indítottak a Mort Homme ellen. Az ágyúzás és a gyalogosrohamok egymást követték napokon át. A francia lövészárkok eltűntek, helyettük bombatölcsérek és romok maradtak. Amikor a németek területet foglaltak, a francia tüzérség nyitott tüzet a jobb szárnyukon álló 304-es magaslatról, és visszanyomta őket. A németek úgy döntöttek, hogy amíg ezt a tüzérségi állást fel nem számolják, nem folytatják a Mort Homme elleni direkt támadást.
Az új offenzíva helyszínére az Avocourt-i-erdőt jelölték ki, amelyet az alacsony morálú 29. francia hadosztály tartott. Március 20-án a 11. bajor hadosztály támadást indított, és elhanyagolható veszteségek mellett négy óra alatt elfoglalta a francia állásokat, és közben 2825 foglyot ejtett. Két nappal később a németek megindultak közvetlenül a 304-es magaslat ellen, de a francia géppuskák három irányból lőtték őket, és 2400 fős veszteséget okoztak. Március 29-én a franciáknak sikerült az erdő egy részét visszafoglalniuk.
Falkenhayn március 30-án tájékoztatást kért a koronahercegtől a terveiről, azután, hogy a friss hadosztályok bevetésével sem sikerült elfoglalnia a Mort Homme-ot. A választ másnap Knobelsdorf fogalmazta meg, aki optimistán kijelentette: sikerült a francia tartalék nagyobb részét Verdunbe kényszeríteni, így a franciák máshol már nem képesek nagyobb akciót indítani. A vezérkari főnök javaslatot tett a jobb parti erőfeszítések fokozására Fleury, a Souville- és a Tavannes-erőd felé, valamint erősítést kért. Falkenhayn a megállapítások jelentős részével nem értett egyet, az új erők bevetését pedig lehetetlennek nevezte.
Falkenhayn azzal a reménnyel indította meg a verduni támadást, hogy minden két elesett német katonára öt francia jut majd. Márciusban a vezérkari főnök azt mondta a koronahercegnek, hogy addig kell folytatni a harcokat, amíg több francia esik el, mint német, ám a hónap végi összesítésekből kiderült, hogy a veszteséglista nagyjából kiegyenlített: a franciák 89 ezer, a németek 81 607 embert vesztettek április 1-jéig.

## Április–májusi német támadás

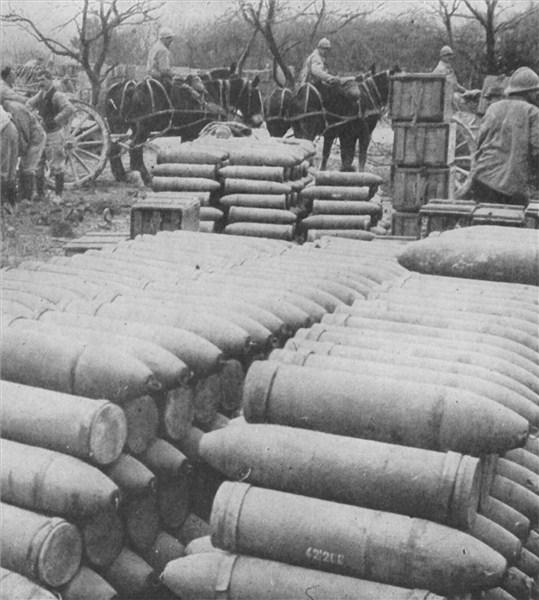
Francia tüzérségilőszer-lerakat

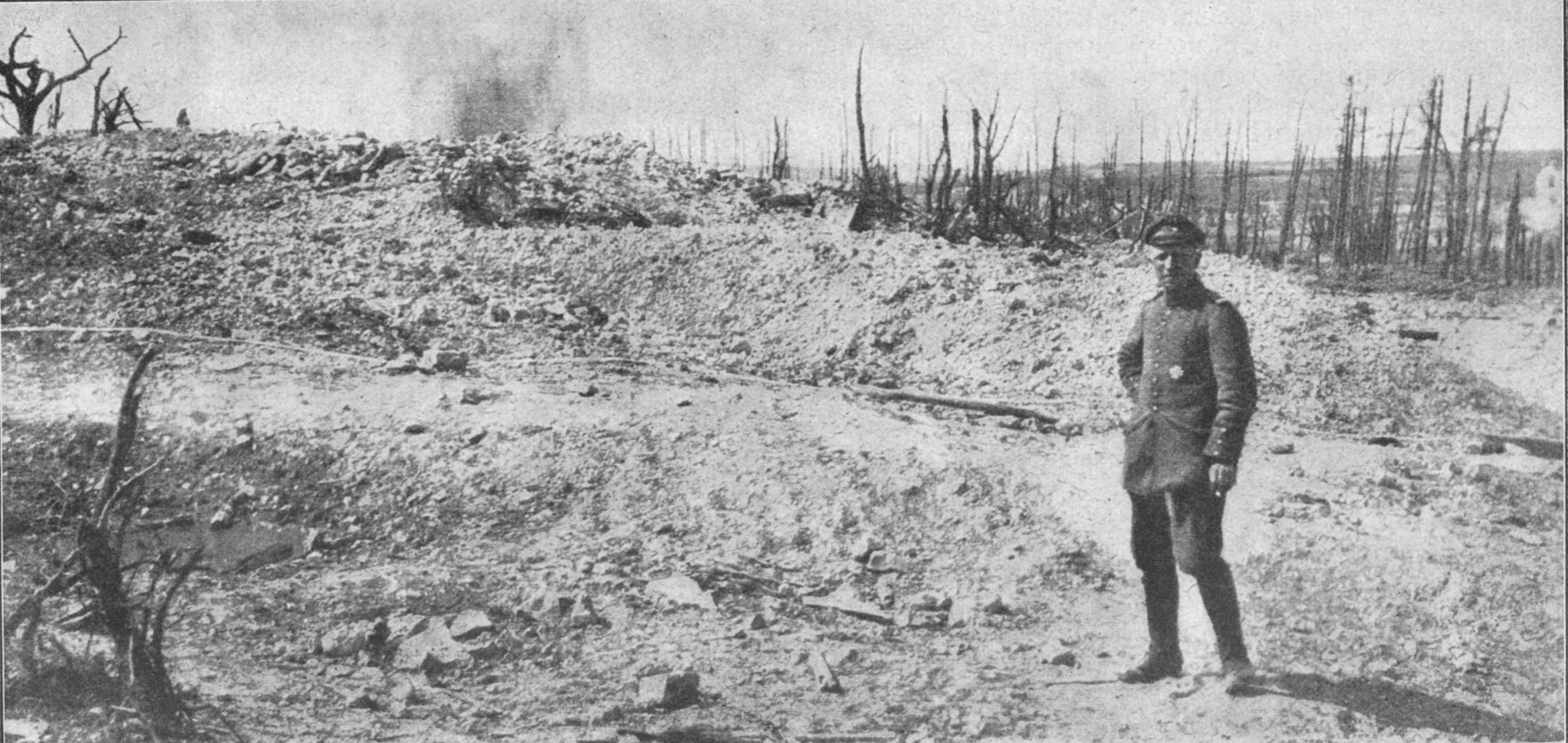
Német katona a 304-es magaslaton

Áprilisra Falkenhayn levonta a következtetést: csak akkor érhet el komoly eredményt a franciák felmorzsolásában, ha korlátozott támadások helyett egyszerre, nagyobb erőkkel támadja a teljes, 32,2 kilométeres frontot, köztük ismét a Mort Homme-ot. A jobb parti támadás irányítását Bruno von Mudra tábornok, a bal partiét a balkáni frontról átvezényelt Max von Gallwitz tábornok vette át. Utóbbi stábjával érkezett Erich von Manstein. A Mort Homme elleni akció parancsnokának a vezérkari főnök bátyját, Eugene von Falkenhaynt nevezték ki, aki testvéréhez hasonlóan óvatos volt. Gallwitz, látva a lassú előrehaladást, szarkasztikusan meg is állapította, hogy „legkorábban 1920-ra Verdunben leszünk”.
Az offenzíva április 9-én a szokásos megsemmisítő pergőtűzzel kezdődött, majd rohamra indultak a német gyalogosok. „Előrefutottak néhány métert, majd a géppuskáink tak-takjára összeestek. (…) Egyetlen német sem érte el az árkunkat” –  írta naplójába egy 22 éves tiszt, Roger Campana. Később azonban a németek több francia állást is elfoglaltak, köztük azt a kiemelkedést, amelyet a Mort Homme legmagasabb pontjának hittek, de kiderült, a valódi dombtető néhány száz méterrel messzebb és vagy harminc méterrel magasabban van. A támadás folytatódott, és a következő napokban nem lehetett biztosan tudni, kinek a kezén van a folyamatosan füstben úszó Mort Homme, amelyet teljesen szétlőtt a két tüzérség. A franciák végül a teljes területet visszafoglalták még áprilisban, és a 304-es magaslat lövegei folytatták a németek ágyúzását.
A jobb parton sem mentek jól a dolgok: a rossz időjárás hátráltatta a támadások indításához szükséges árkok ásását, a franciák zavaró ellenakciókat indítottak, a bal partról pedig zavartalanul dolgozott a tüzérség. Bruno von Mudra katonáit folyamatosan lőtték a szárnyak felől, olykor még hátulról is. Mudra rendkívül pesszimistán ítélte meg a helyzetet, ezért Knobelsdorf április 21-én áthelyezte Argonne-ba. Mudra még indulása előtt memorandumot nyújtott be a koronahercegnek, amelyben kifejezte kétségeit. Ettől hajtva a koronaherceg még aznap arra jutott, hogy az offenzívát le kellene állítani.

### A magaslatok elfoglalása
A Mort Homme elleni kudarc után Gallwitz új megközelítést javasolt a 304-es magaslat ellen: pusztító ágyútűzzel söpörjék ki a franciákat állásaikból. A németek május 3-án ötszáz nehézlövegből nyitottak tüzet a magaslatra. Az ágyúzás 48 órán át tartott, majd a német gyalogosoknak sikerült megvetni lábukat a gerincen, és a következő három napban teljesen elfoglalták azt. A becslések szerint a 304-es magaslatért folyó csatában tízezer francia esett el.
A német siker azt jelentette, hogy elesett a Pétain által még februárban felrajzolt védelmi vonal első eleme. A következő a Mort Homme lett, amelyet öt nappal később vesztettek el a franciák. A magaslat a német zárótűzben „vulkánként lángolt” – írta később a koronaherceg, aki távcsövön keresztül figyelte, ahogy gyalogosai elfoglalják a szétlőtt francia állásokat. A franciákat ugyan leszorították a gerincről, de a lejtőkön folytatták a védekezést május végéig. A németeknek még sikerült elfoglalniuk Cumières-t és elérték a chattancourti vasútállomást, de az offenzíva a bal parton elvesztette erejét.

### Jobb part
A jobb parton egy viszonylag kicsi területen, a Douaumont-tól délre eső részen, a halál négyszögében folyt a harc, ahol a frontot a támadások és ellentámadások előre-hátra mozgása jellemezte. A tavasz során a németeknek sehol sem sikerült ezer méternyit előre jutniuk. Május 8-án, valószínűleg azért, mert bajor katonák a lángszórók gyúlékony folyadékával akartak kávét melegíteni, felrobbant a Douaumont-erőd lőszerraktára. Sokan azonnal meghaltak a kazamatákban, 650-et viszont saját bajtársaik lőttek le, amikor kimenekültek a romok közül, mert füsttől fekete arcukról afrikai franciáknak gondolták őket.
Május 13-án egyeztetés tartott a koronaherceg vezérkara. Hoffman von Waldau alezredes, a X. hadtest vezérkari főnöke arról panaszkodott, hogy a tartalékból érkezők nincsenek elegen az elesettek pótlására. Waldau elmondta, hogy a Douaumont közelében állomásozó csapatok védtelenek az ágyútűzzel szemben, naponta 230 katona hal meg várakozás közben. Javaslatot tett egy nagyobb támadásra a Thiaumont–Fleury vonalon, de ezt Vilmos, a rendelkezésére álló erők alacsony létszámára hivatkozva, visszautasította. Meglepetésére Knobelsdorf is egyetértett vele, sőt felajánlotta, hogy közbenjár Falkenhaynnál a teljes verduni offenzíva leállításáért. Azonban, amikor találkozott Falkenhaynnal, ennek éppen az ellenkezőjét tette, és a jobb parti offenzíva felújítását szorgalmazta. Sikerült meggyőznie Falkenhaynt, és ő egy új hadosztályt rendelt a támadáshoz.
A koronaherceg, aki hármuk közül a legpontosabban látta, hogy mi lesz a verduni csata végeredménye, a hír hallatán méltatlankodó levelet küldött a vezérkari főnöknek: „Méltóságod mást mond ma és mást holnap! Visszautasítom a támadás elrendelését! Ha a fő vezérkar utasít, engedelmeskednem kell, de saját felelősségemre nem teszem meg!” Falkenhayn három nap múlva személyesen kereste fel Vilmost, és új erőket ígért neki, valamint felvázolta egy nagyszabású offenzíva tervét.
Az elhanyagolható területi nyereséggel-veszteséggel járó küzdelem a két parton hatalmas áldozatot követelt mindkét oldaltól. Április 1. és május 1. között a német veszteség 81 607-ről 120 ezerre, a francia 89 ezerről 133 ezerre nőtt. Május végén a francia veszteség elérte a 185 ezret.

## Tavaszi francia erőfeszítések

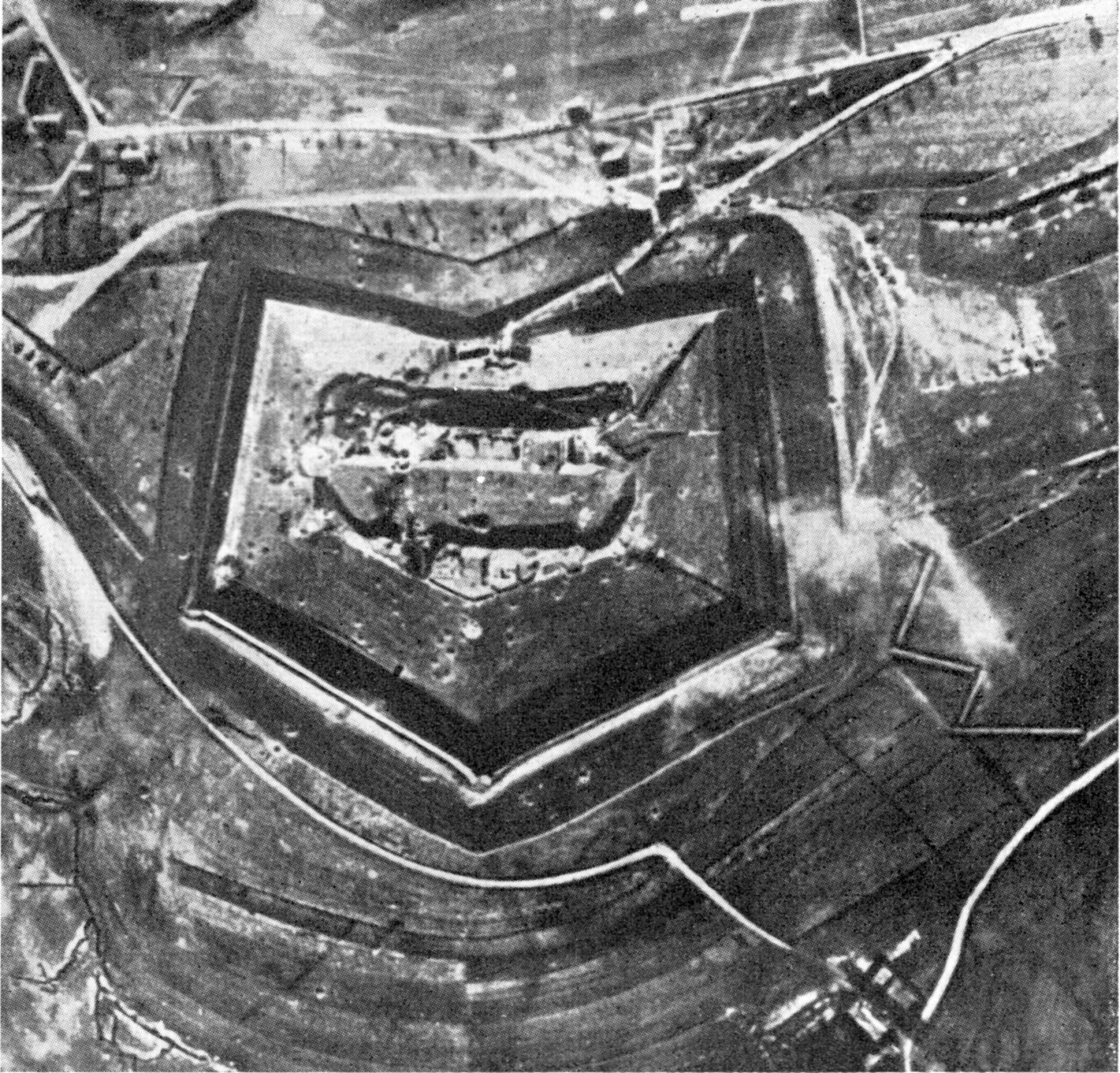
A Douaumont-erőd a csata elején…

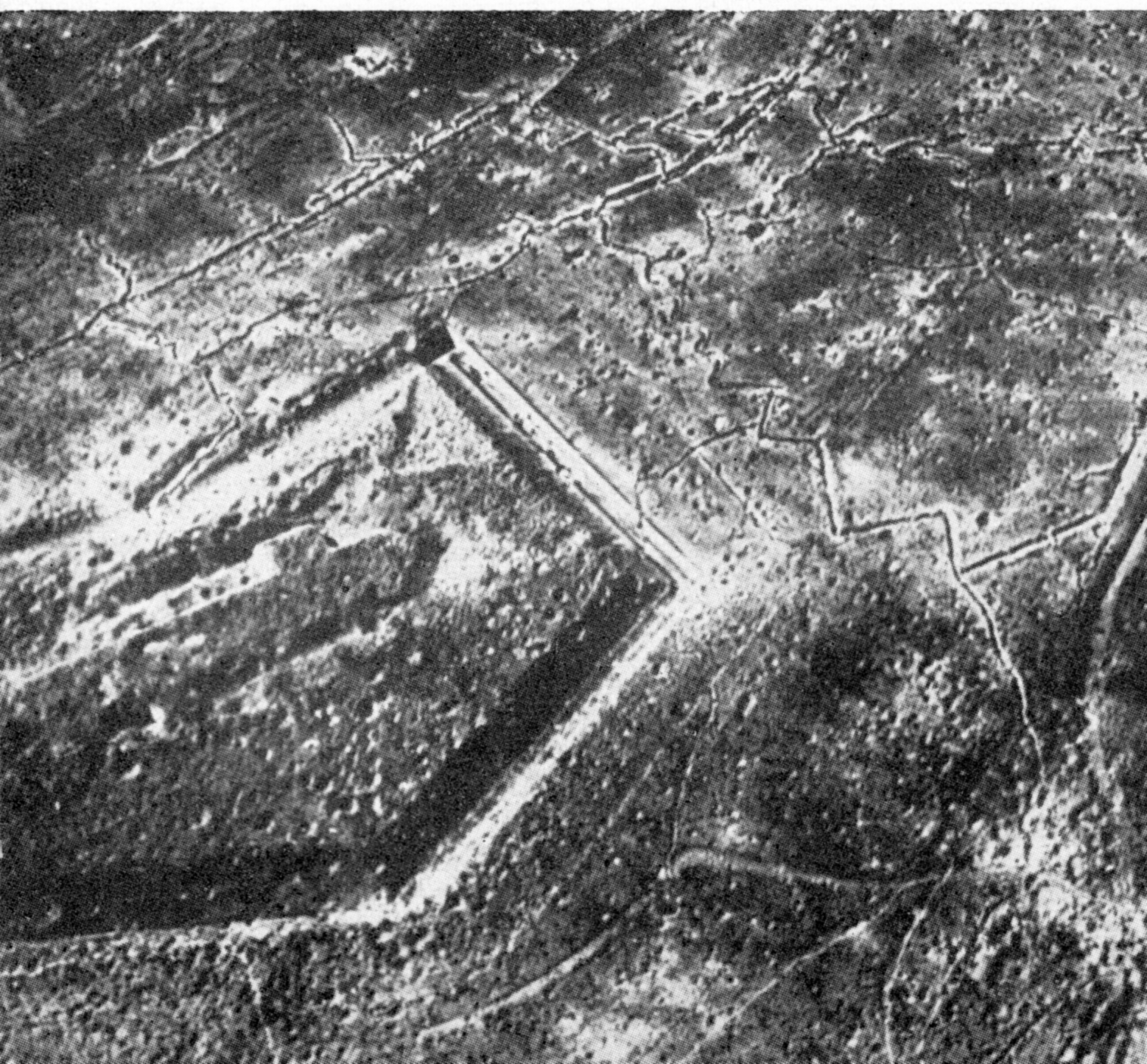
…és utána

Március 24-én Poincaré, Joffre és Sándor szerb herceg kilátogatott a frontra, és az államfő a Pétain szeménél rángatózó idegből arra a következtetésre jutott, hogy a tábornok kimerült. Pétain ennél sokkal rosszabb lelki állapotban volt, mélyen lesújtotta a hatalmas veszteség. A tábornok ugyanis szíve szerint másként harcolt volna: kiürítette volna a jobb partot, feladta volna Verdun városát, majd nyugatabbra, új kiépített vonalakból, koncentrált tüzérségi tűzzel állította volna meg a németeket. Röviddel kinevezése után el is készítette a visszavonulási terveket, de azok páncélszekrényben maradtak, mivel Joffre és Castelnau semmiféle hátrálást nem engedélyezett. Pétain, mivel nem tehetett mást, csak kicsi ellentámadásokat hagyott jóvá, és elérte a harcoló egységek folyamatos cseréjét, amely a német gyakorlat ellentéte volt, amely addig használt egy alakulatot, amíg el nem vesztette harcképességét. Ennek tudható be, hogy május 1-jéig negyven francia hadosztállyal szemben csak 26 német fordult meg a fronton.
Joffre egyre nyugtalanabb lett Pétain stratégiáját illetően, mert azt nem találta elég agresszívnak. Ráadásul a francia hírszerzés valótlan adatokat szolgáltatott a veszteségekről. Ezek szerint április 1-jéig a német veszteség elérte a 200 ezret, míg a francia csak 65 ezer volt. Joffre nagyszabású offenzívát akart a „meggyengült” ellenség ellen, hogy azután megkezdődhessen a britekkel közös somme-i támadás, amelyet 1916 fő hadműveletének tervezett.
Április 10-én Joffre felkereste a frontot, ahol találkozott a III. hadtest parancsnokával, az ambiciózus, önbizalomtó duzzadó Robert Nivelle altábornaggyal, aki mély benyomást tett rá, és úgy érezte, személyében megtalálta az alkalmas embert a csata irányítására. Mivel Pétaint, Verdun megmentőjét nem lehetett népszerűségvesztés nélkül leváltani, Joffre inkább kinevezte Langle de Cary helyére, a középső hadseregcsoport élére, és Nivelle-t helyezte az ő pozíciójába, aki május 1-jén érkezett meg a souillyi főhadiszállásra.

### Douaumont
Nivelle ígéretet tett Joffre-nak a Douaumont-erőd visszafoglalására, és az akcióra az 5. hadosztály parancsnokát, Charles Mangin vezérőrnagyot választotta ki, akit katonái a veszteségek iránti érzéketlensége miatt Mészárosnak és Emberevőnek neveztek. A francia vonalakba beékelődött erőd visszaszerzésére valóban égető szükség volt, mert uralta a frontot.
Május 13-án Nivelle kiadta a parancsot az erőd visszafoglalására. A németek 48 órán belül minden részlettel tisztában voltak, és erősítést küldtek. Május 17-én a franciák megkezdték a Douaumont-erőd és környezete ágyúzását mintegy 300 löveggel, köztük négy 370 mm-es mozsárral. A tüzérségi előkészítés öt napon át tartott. A gránátok megsemmisítették az erőd figyelő- és jelzőállásait, beomlasztották a németek számára létfontosságú északi kaput. Az erődítmény áram nélkül maradt, a járatok megteltek füsttel és a benne működő tábori kórház nem tudott újabb sebesülteket fogadni. Egy lövedék telibe találta a délkeleti lövegtornyot. Az erőd fő épülete azonban sértetlen maradt.
Május 22-én megindult a francia roham, de a pontos német tüzérségi tűz hatalmas pusztítást vitt végbe a támadók között: a 129. ezred századai percek alatt alig negyvenfősre apadtak. Az offenzívát azonban nem fújták le, és a franciák elérték az erődöt, majd egy részét el is foglalták. A német ellenlökések súlyos áldozatokkal jártak, és a harc másnap is folytatódott az objektumért. A németek május 24-ére ismét birtokba vették az erődöt. A franciák súlyos árat fizettek, a rohamra induló 12 ezer katonájukból 5300 került a veszteséglistára.

## Nyári német offenzíva
A Douaumont-erőd visszafoglalására tett sikertelen kísérletek emberáldozata súlyosan meggyengítette a jobb parti francia védelmet és morált, ráadásul a bal parton német kézbe került a Mort Homme és a 304-es magaslat, így Falkenhayn újra bízni kezdett a verduni sikerben, és új támadást rendelt el a döntő áttörés reményében. Ehhez összevonták az 1. bajor, a 10. tartalék- és a XV. hadtest öt hadosztályát, amely egy 4,8 kilométer széles arcvonalon lendült akcióba.
Június 1-jén, 600 löveg támogatásával, megindult a támadás, és a gyalogosok áttörték az első francia védelmi vonalat. „Csak sárga, vörös és fehér villanásokat láttunk magunk körül. A gőzön és füstön át az ember néha meglátta egy bajtársának alakját, ahogy összegörnyed és elesik. A rést azonnal betöltötték mások” – emlékezett vissza egy német katona. A rohamozók felszámolták az ellenállást az árkokban és a bunkerekben, és elérték kitűzött céljukat, a Bois de la Caillette-t, amely félúton volt a Douaumont- és a Vaux-erőd között. Az erdő birtoklása biztosította, hogy a Vaux-erőd elleni közvetlen támadást ne akadályozza kereszttűz.
Június 2-án a németek betörtek a csak géppuskákkal felfegyverezett Vaux-erődbe. A sötét, fojtogató füsttel teli, halottaktól bűzlő folyosókban és kazamatákban heves harcok folytak géppuskákkal, gránátokkal és lángszórókkal. Az erőd öt napon át tartotta magát, és parancsnoka, Sylvain-Eugène Raynal őrnagy csak a vízhiány miatt adta fel a védekezést június 7-én. A garnizon vesztesége nagyjából száz ember volt, a németeké 2678 katona és 64 tiszt. Másnap Raynalt a koronaherceghez vitték, akit lenyűgözött a bátor védekezés. Az őrnagy tőle tudta meg, hogy Joffre az ostrom alatt kitüntette a Becsületrenddel.
Knobelsdorf megkezdte a szárnyak biztosítását, hogy megteremtse a lehetőséget az átütő támadásra középen, a Souville-erőd ellen. A balszárnyon a fő célpont a Thiaumont-erődítmény (Ouvrage de Thiaumont) volt, amely uralta a Souville-erőd elleni leendő felvonulási területet. Június 8-án a németek elfoglalták a bunkert, de a franciák szinte azonnal visszaszerezték. A következő két hónapban még tizennégyszer cserélt gazdát az objektum.

### Francia aggodalmak

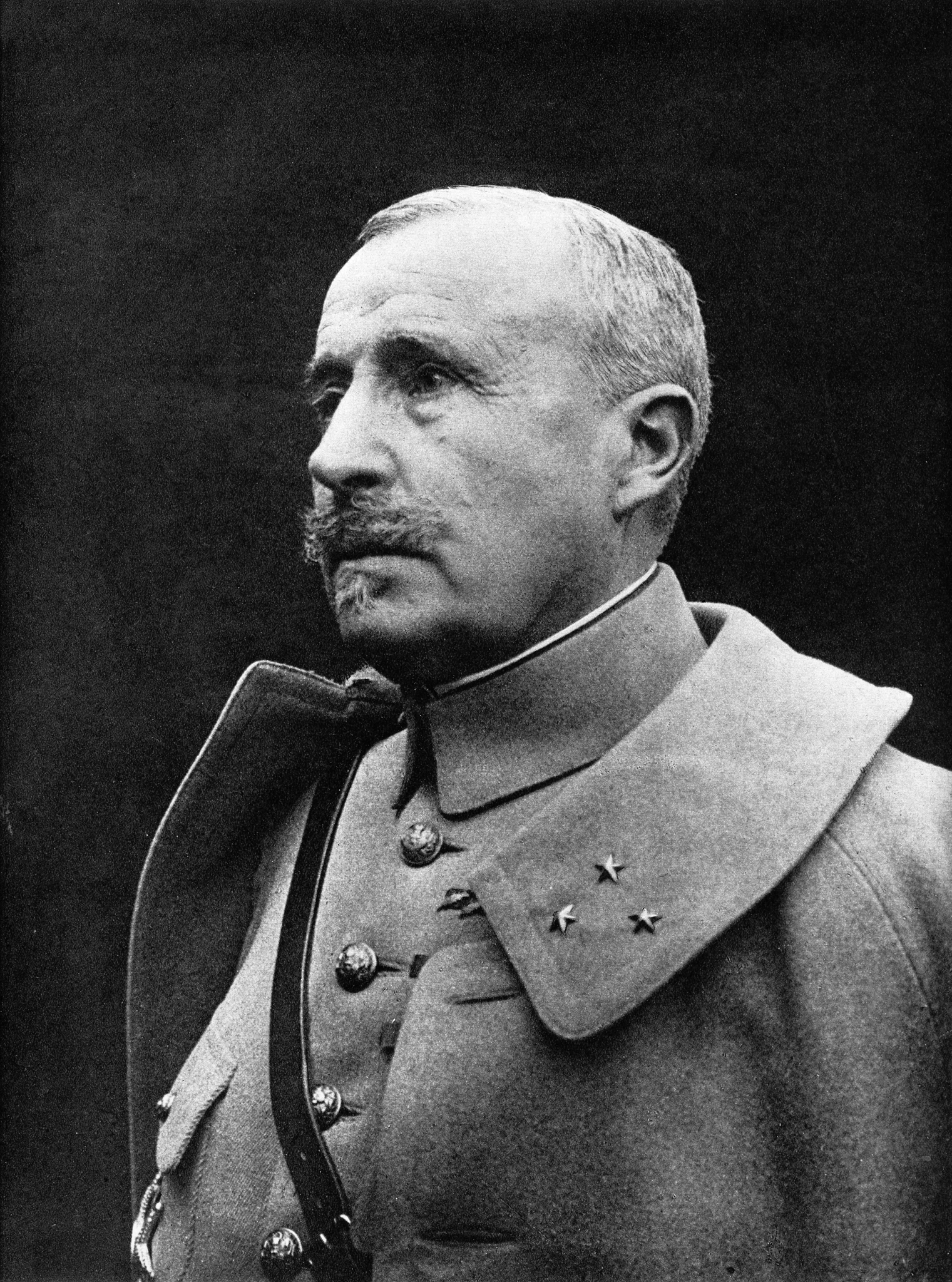
Robert Nivelle

A francia főparancsnokságot súlyosan érintette a Vaux-erőd elvesztése, ráadásul Nivelle több korlátozott ellentámadást is indított az ostrom alatt a védők felmentésére, de mindegyik kudarcba fulladt. Pétain úgy vélte, „az ellenség által harcba küldött egységek növekvő száma és a tüzérségi tüzük növekvő intenzitása kétség kívül bizonyítja, hogy gyorsan döntésre akarnak jutni ellenünk, és nem zárnak ki semmilyen áldozatot ennek érdekében”. A tábornok attól tartott, hogy a francia védelem összeomlik a folyó jobb partján, és a németek magát a várost és hídjait is ágyúzni tudják. A helyzet olyan súlyos volt, hogy még Nivelle fejében is megfordult a jobb part feladása.
Joffre, Pétain távozását kihasználva, szabotálta az alakulatok rendszeres cseréjét, és nem volt hajlandó friss csapatokat küldeni Verdunbe, mivel azokat a somme-i ellentámadáshoz tartalékolta. A francia főparancsnok eredetileg 39 hadosztályt tervezett bevetni a Somme-nál, április végére, ahogy Verdun szívta el a katonákat, ez a szám 30-ra, májusban 26-ra, a hónap végén pedig 20 hadosztályra csökkent. Verdunnél a francia csapatok kimerültsége, moráljának esése nyilvánvalóvá vált: egyre több katona tagadta meg, hogy visszatérjen a harcmezőre, egyes alakulatok pedig rövid ellenállás után feladták állásaikat. Vészjóslóan fogytak a tüzérségi eszközök is, mivel a rengeteg használattól tönkrementek. Pétain június 11-én levelet írt Joffre-nak, amelyben sürgette, vegye rá a briteket a mielőbbi offenzívára, hogy tehermentesítsék Verdun védőit.
Június 8-12. között a németek az áttörés küszöbére értek. Nivelle-nek egyetlen friss gyalogdandárja volt tartalékban, a német támadás pedig még nem vesztett lendületéből. Ekkor azonban Falkenhayn – csakúgy, mint februárban, amikor nem engedte, hogy az offenzíva a Meuse két partján egyszerre induljon, illetve, amikor döntő pillanatokban nem járult hozzá a tartalék bevetéséhez – ismét rosszul döntött, és a támadás ideiglenes felfüggesztésére utasította Vilmost. Falkenhayn azért határozott így, mert kénytelen volt három hadosztályt átcsoportosítani keletre, a Bruszilov-offenzíva megállítására, és attól tartott, hogy a britek is akcióba lendülnek, neki pedig nem lesz elég tartalékja. Falkenhayn egy hétig habozott, majd kiadta az utasítás a támadás folytatására, a kritikus pillanat azonban odalett.

### Foszgéntámadás

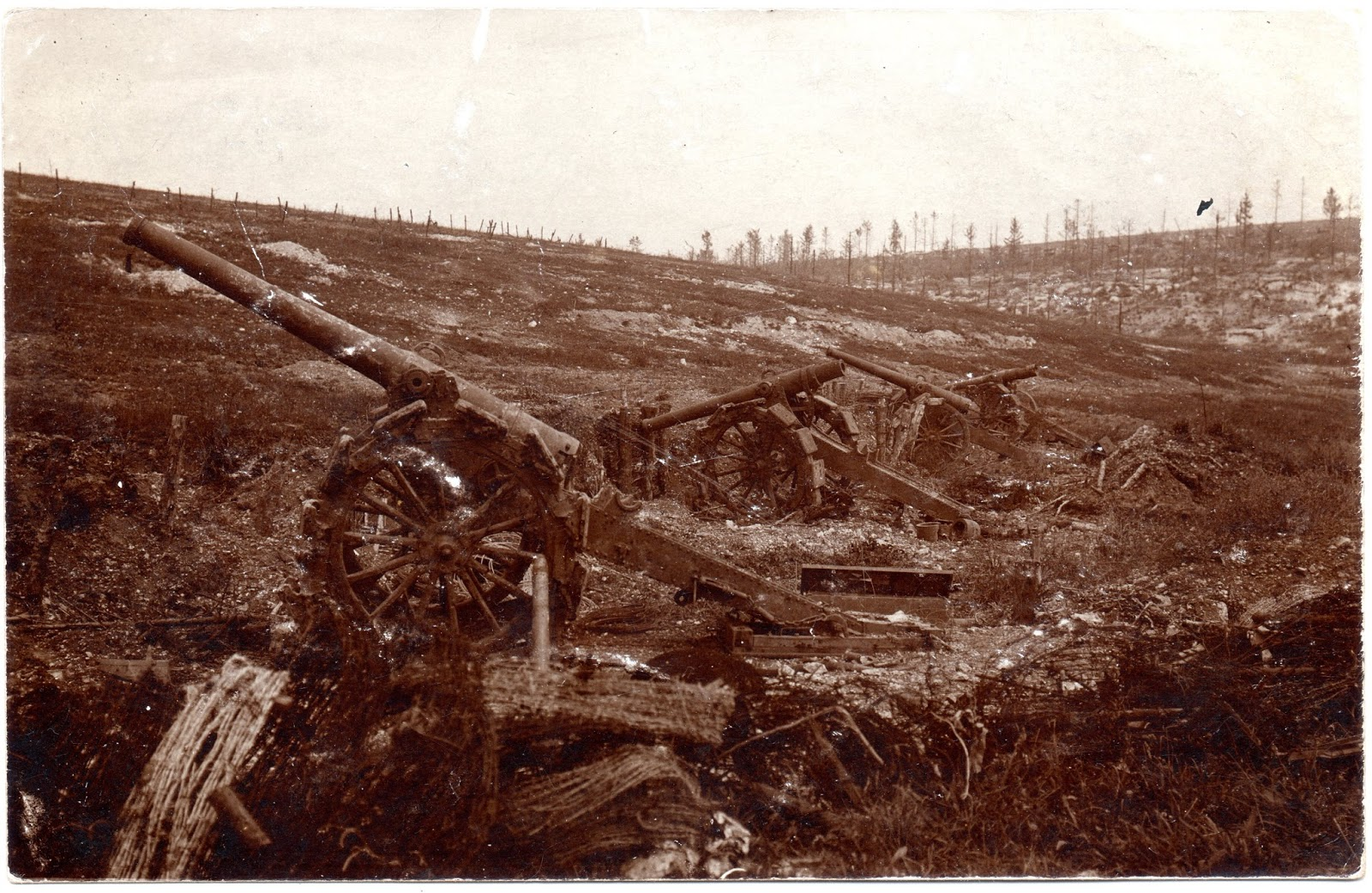
Lerohant francia tüzérségi állás

Knobelsdorf 30 ezer katonát gyűjtött össze az új támadásra a Souville-erőd ellen. Ahhoz, hogy azt megközelíthessék, először el kellett foglalni Fleuryt és ismét a Thiaumont-erődítményt. Az offenzívát a front 4,5 kilométeres szakaszán tervezték megindítani. Knobelsdorf rendkívül optimista volt, azt mondta, három nap múlva Verdunben lesz. A díszszemlére is tett előkészületeket, valamint meghívta a császárt, tekintse meg a kegyelemdöfést az 5. hadsereg főhadiszállásáról.
Június 22-én este a német tüzérség bombázni kezdte a francia ütegeket Fleuryben, a Souville-erődnél és a Belleville-gerincen. A támadásban először vetették be a németek új fegyverét, a foszgéngránátot. A francia tüzérek között pánik tört ki, és menekülni kezdtek. A gáztámadás után a németek hagyományos robbanótöltetekkel is ágyúzták a francia ütegeket, majd hajnalban megindult a gyalogság. A kieső tűztámogatás híján a franciák nem tudták tartani a vonalat, és az alpesi hadtestnek, amelyben főhadnagyként szolgált Friedrich Paulus, sikerült áttörnie a védelmet. Az I. (bajor) hadtest bevette a Thiaumont-erődítményt és megtámadta a Quatre Cheminées nevű vezetési pontot, amely négy különböző francia egység főhadiszállása volt. Az alpesiek betörtek Fleurybe. A németek, három órával a támadás megindítása után, csaknem másfél kilométer mélyen voltak a francia vonalak között, és 1200 méterre megközelítették a Verdun előtti utolsó hegygerincet, a Belleville-magaslatot, de aztán elakadtak.
A francia tüzérek visszatértek állásaikba, és lőni kezdték az előrenyomulókat, akiket súlyos vízhiány is sújtott. Vilmos koronaherceg lakonikusan így összegezte a történteket: „Először minden jól ment, de a heves ellenséges tüzérségi és géppuskatűz megállította (az előrenyomulókat), mielőtt elérhették volna végső céljukat”. Június 23-án a verduni csata elérte csúcspontját. A franciák ezután, óriási áldozatokkal, két oldalról támadták a német kiszögellést, csak a Thiaumont-erődítmény ellen nyolcszor indultak csatába egy hét alatt.

### Tehermentesítés
A szövetségesek 1915 decemberében megállapodtak arról, hogy a Somme-nál indítanak offenzívát, amelyet 1916. augusztus közepére irányoztak elő. Május 26-án Joffre, Pétain nyomására, felkereste Haiget, és a támadás korábbi megindítása mellett érvelt. Ha a britek nem támadnak, „a francia hadsereg megszűnik létezni” – mondta Joffre. Június 24-én Aristide Briand miniszterelnök kérte ugyanezt, és Haig aznap parancsot adott az előkészítő ágyútűz megnyitására. A tüzérség hét napon át lőtte a német állásokat a Somme mentén, majd július 1-jén megindultak a szövetséges gyalogosok az ellenséges árkok felé.
Falkenhayn nem tehetett mást, mint hogy táviratot küldött a koronahercegnek, amelyben közölte, korlátoznia kell a hadseregcsoport tevékenységét. A harcok teljesen átalakították a táj képét: erdők, teljes falvak, utak tűntek el, a föld felszínét mindenütt gránáttölcsérek borították. Knobelsdorf azonban még nem adta fel: július 11-én indítottak még egy offenzívát, három hadosztállyal a Souville-erőd ellen. A tüzérségi előkészítés után a gyalogosoknak sikerült ismét áttörniük a francia védelmet, de most csak nagyjából 400 méter mélyen, és egészen  az erődig jutottak, de az kitartott. Másnap a németek hivatalosan is leállították a támadó hadműveleteket, és Falkenhayn védekező pozíciók elfoglalására utasította csapatait. Július 14-én Mangin csapatai a 10-ei kiindulási vonalak mögé szorították vissza a németeket.
Február 21. és július 15. között a franciák több mint 275 ezer katonát és 6563 tisztet vesztettek. A halottak száma 65-70 ezer volt, fogságban 64 ezer katonát és 1400 tisztet tartottak a németek. A veszteséglistára több mint 120 ezren az utolsó két hónapban kerültek. A német veszteség megközelítette a 250 ezret. A becslések szerint a német tüzérség 22 millió, a francia 15 millió lövedék használt el. A nyugati fronton harcoló 96 francia hadosztály közül hetven, illetve 46,5 német fordult meg a verduni csatában.

### Francia ellentámadások

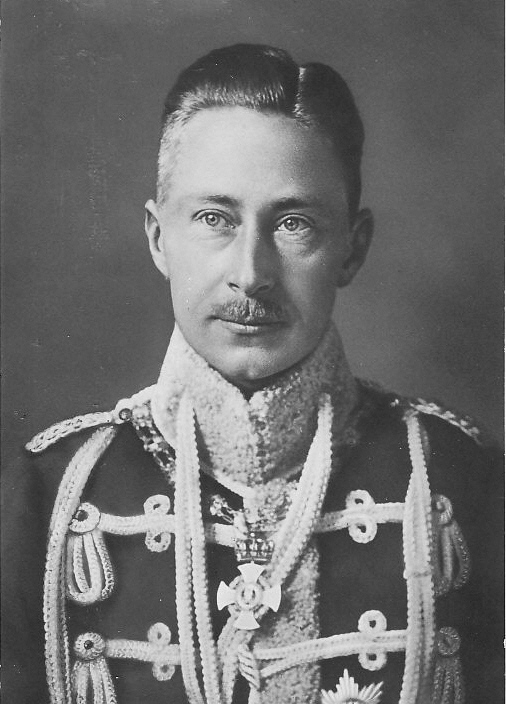
Vilmos koronaherceg

A német hadvezetés dilemma elé került: ha valóban védekezésre rendezkedik be, akkor a terepadottságok miatt ki kellene ürítenie a február 21. óta elfoglalt területek jelentős részét, ami azonban, a koronaherceg szavaival, „felmérhetetlenül katasztrofális hatást” gyakorolna a hadsereg moráljára. A németek ezért nem mozdultak, és folytatódott az ide-oda hullámzó csata minden elfoglalt négyzetméterért.  A francia ellentámadás-sorozatok eredményeként Fleuryt és Thiaumont ismét a védők kezébe került augusztus 3-án. A hadi szerencsével együtt a csapatok morálja is változott: a franciáké erősödött, a németeké gyengült.
Falkenhayn egy hét múlva levélben vázolta a követendő stratégiát a hadvezetésnek. Az írta, nem szabad, hogy úgy tűnjön, végleg lemondanak a támadásról a Meuse mentén, de a jobb part állásokat mindenképpen meg kell erősíteni az őszi esők érkezése előtt. Vilmos és Knobelsdorf ismét másként látta a lehetséges stratégiát: a herceg azon az állásponton volt, hogy komoly erősítés nélkül lehetetlen az igazi területszerzés, míg vezérkari főnöke úgy gondolta, ebben a helyzetben a támadás a francia kézben lévő magaslatok ellen sem járna nagyobb véráldozattal, mint a védekezés. Knobelsdorf azzal érvelt, hogy ha nem foglalják el a Fleury körüli területet és a Souville-erődöt, akkor a francia tüzérség egész télen lőheti a német állásokat.
A koronaherceg úgy látta, Falkenhayn ismét visszatért eredeti elképzeléséhez, ahhoz, hogy „nyitva tartja a vérző sebet a francia hadsereg oldalán”, vagyis Knobelsdorffal újabb támadást tervez a háta mögött. Vilmos végül apjától, a császártól kérte, hogy sürgősen helyeztesse át vezérkari főnökét. Augusztus 21-én felmentették Knobelsdorfot, és Oroszországba vezényelték. Augusztus 27-én Románia, a német vezérkar számára váratlanul, belépett a háborúba a szövetségesek oldalán, és II. Vilmos másnap Paul von Hindenburg tábornagyot nevezte ki Falkenhayn helyére. Hindenburg ellátogatott Verdunbe, és miután megállapította, hogy a csatatér „szabályos pokol”, megtiltotta a támadó hadmozdulatokat. Hasonló döntést hozott Pétain is, akinek Mangin emberpazarlását kellett megállítania. A német veszteség ekkor 281 333, a francia 315 ezer főt tett ki. A francia veszteséglista szeptember 4-én legalább ötszáz fővel emelkedett, amikor felrobbant a sebesültektől, várakozó katonáktól zsúfolt Tavannes-alagút.

## 1916 ősze

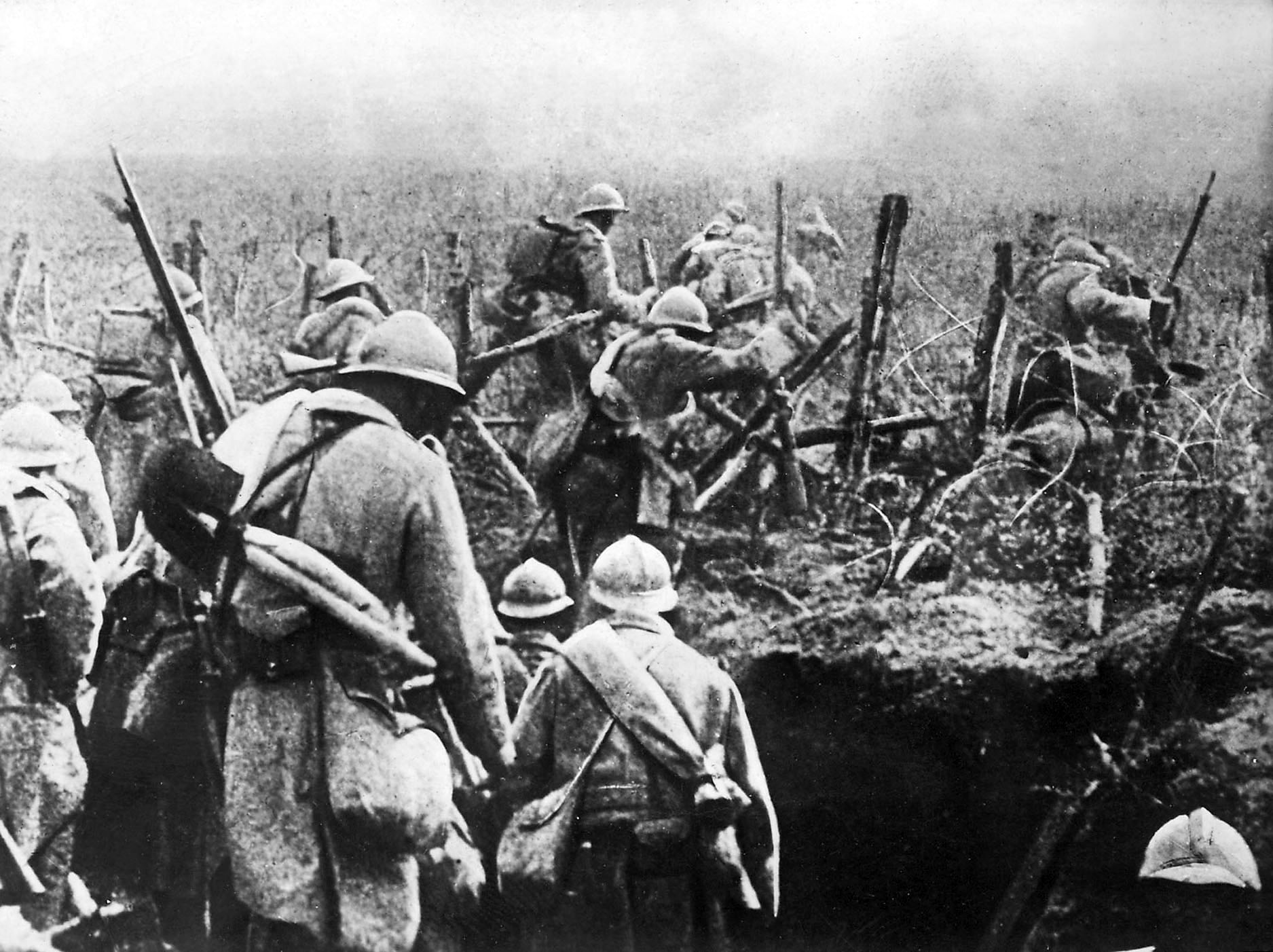
Támadásra induló franciák

Szeptember 13-án Joffre ellátogatott Verdunbe, és azt mondta, ha a briteknek nem sikerül döntő áttörést elérniük a Somme-nál, akkor a franciáknak kell megpróbálniuk a Meuse-nél. Ezért arra utasította Nivelle-t, hogy foglalja vissza a Douaumont-erődöt. A francia támadási terv késő októberre született meg, és Pétain felfogása érvényesült: a csapás korlátozott lesz, és csak azután indul, hogy az előkészítő ágyútűz a franciák javára billenti az egyensúlyt. Az első vonalból három hadosztály lendül támadásba, amelyet három másik követ, tartalékban pedig további kettő lesz.
Október 21-én a francia ütegek tüzet nyitottak. Több mint félmillió 75 milliméteres gránátot lőtték ki, de tüzeltek nehézmozsarakból és a francia hadsereg legnagyobb lövegjeiből, két 400 milliméteres Schneider-Creusot vasúti tarackból is. Augusztus 23-án tűz ütött ki az erődben, és a német csapatok jelentős része elhagyta.
Október 24-én 11.40 órakor a francia gyalogság megindult a Nivelle által megszervezett, fokozatosan előre kúszó zárótűz mögött. A német vonalakat hét, a lövészárokban töltött hosszú időtől és a tüzérségi előkészítéstől kimerült hadosztály védte. A német tüzérség is jóval gyengébb volt, mint a verduni harcok kezdetekor, ugyanis 110 löveget időközben átszállítottak a Somme mellé, és limitált volt a lőszerkészlet is. A franciák átgázoltak a német vonalakon, és a 38. hadosztály katonái elfoglalták a Douaumont-erődöt. A franciák mintegy három kilométert nyomultak előre négy óra alatt. „Ez volt az egyik legboldogabb napom a háború alatt” – emlékezett vissza később Joffre.
Nivelle újabb és újabb támadásokat indított a német állások ellen a már bevált módon: tüzérségi előkészítés után a gyalogosok korlátozott célokért indultak harcba. November 2-án a franciáknak sikerült visszafoglalniuk a Vaux-erődöt. Nivelle november 11-én levélben tájékoztatta Joffre tábornokot, hogy folytatja a támadásokat. Mivel a németek még ráláttak a Douaumont-erődre, úgy döntött, Hardaumont és Bezonvaux irányába indított akciókkal hátrébb kell szorítania őket, elmélyítve így a francia védelmet.
December 15. reggelén a Douaumont-erőd egyik 155 milliméteres tarackja megadta a jelet a támadásra. A tüzérségi zárótüzet követve Mangin tábornok négy hadosztályból álló összpontosítása lerohanta a német vonalakat, amelyeket már hat napja lőttek a francia ágyúk. A németek bátran küzdöttek, de a támadók három kilométer mélyen behatoltak az első vonal mögé. Visszafoglalták Louvemont-t, Bezonvaux-t és a Bois des Caurières-t, valamint ejtettek 11 ezer hadifoglyot. A németek szinte mindenütt visszaszorultak februári állásaikba, és a csata véget ért. A védelem gyors összeomlása sokkolta a német főparancsnokságot, és felmentették a február óta Verdunnél harcoló hadtestparancsnokot, Hans von Zwehlt. Joffre-t december 27-én marsallá léptették elő, valójában menesztették a Verduni védelem elhanyagolása és a somme-i kudarc miatt. Helyét Robert Nivelle foglalta el.

## Repülők Verdun felett

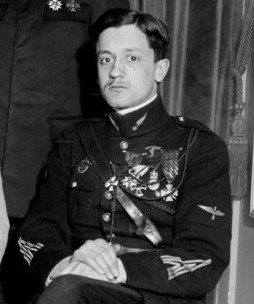
Georges Guynemer

1916 januárjában Joffre és Castelnau arról biztosította Poincaré elnököt, hogy a francia repülők fölényben lesznek Verdun felett. Ezzel szemben a csata első hónapjaiban minden francia gépre öt német jutott, amelyek olykor teljesen háborítatlanul irányították a tüzérséget. A franciák gyorsan válaszoltak: Joseph Barès ezredesnek sikerült 120 gépet és hatvan ászpilótát összegyűjtenie, köztük Charles Nungessert, Jean Navarre-t és Georges Guynemer-t. Ezután alig tíz nap kellett ahhoz, hogy a francia légierő átvegye a légtér ellenőrzését a németektől.
A német válasz Oswald Boelcke Verdunbe irányítása volt, akivel újra visszaszerezték a kezdeményezést az ütközet légterében. A német tűzirányítás újra jól működött, ami jelentős szerepet játszott a bal parti harcokban március végén. Boelcke április 11-én szomorúan jegyezte fel, hogy „Az üzlet napról napra rosszabbul megy. A franciák többé már nem jönnek fölénk, messze a frontvonaluk mögött repülnek.”
A franciák azonban csak taktikát változtattak: a magányos gépek helyett csoportosan repültek, akár 12 géppel védve két megfigyelő repülőjüket. Április közepére a francia gépek száma elérte a 226-ot. Ráadásul a franciák egy újfajta rakétával lőtték a ballonokat, és egy nap alatt ötöt borítottak lángba.
Boelcke azt javasolta, hogy a németek vadászcsoportokban (háromszor négyes alakzatban) repüljenek. Verdunnél nem tudta megvalósítani terveit, mert az orosz frontra vezényelték, így a franciáknál maradt a légi fölény. Emiatt nyáron, amikor a védelem a legközelebb volt az összeomláshoz, hiányzott a pontos tűzvezetés és felderítés. Tavasszal megérkeztek az amerikai önkéntesek (Escadrille Lafayette), és május 18-án Kiffin Rockwell őrmester megszerezte első győzelmüket.

## Inferno
A tíz hónapon át tartó csata, a koncentrált tüzérségi tűz teljesen megváltoztatta a tájat. Egy amerikai pilóta, James McConnell azt írta, hogy odafentről a csatatér „baljós, barna sáv volt, a meggyilkolt természet csíkja. Úgy tűnt, hogy egy másik világhoz tartozik. Az emberiség minden jelét elsöpörték. Az erdőket és utakat eltüntették, ahogy a krétát törlik le a tábláról. (…) A sűrű bombázások és támadások alatt láttam lövedékeket, amelyek úgy hullottak akár az eső. A megszámlálhatatlan füsttorony a főeretnekek égő sírjára emlékeztetett Gustave Doré Dante poklát ábrázoló metszetén.”

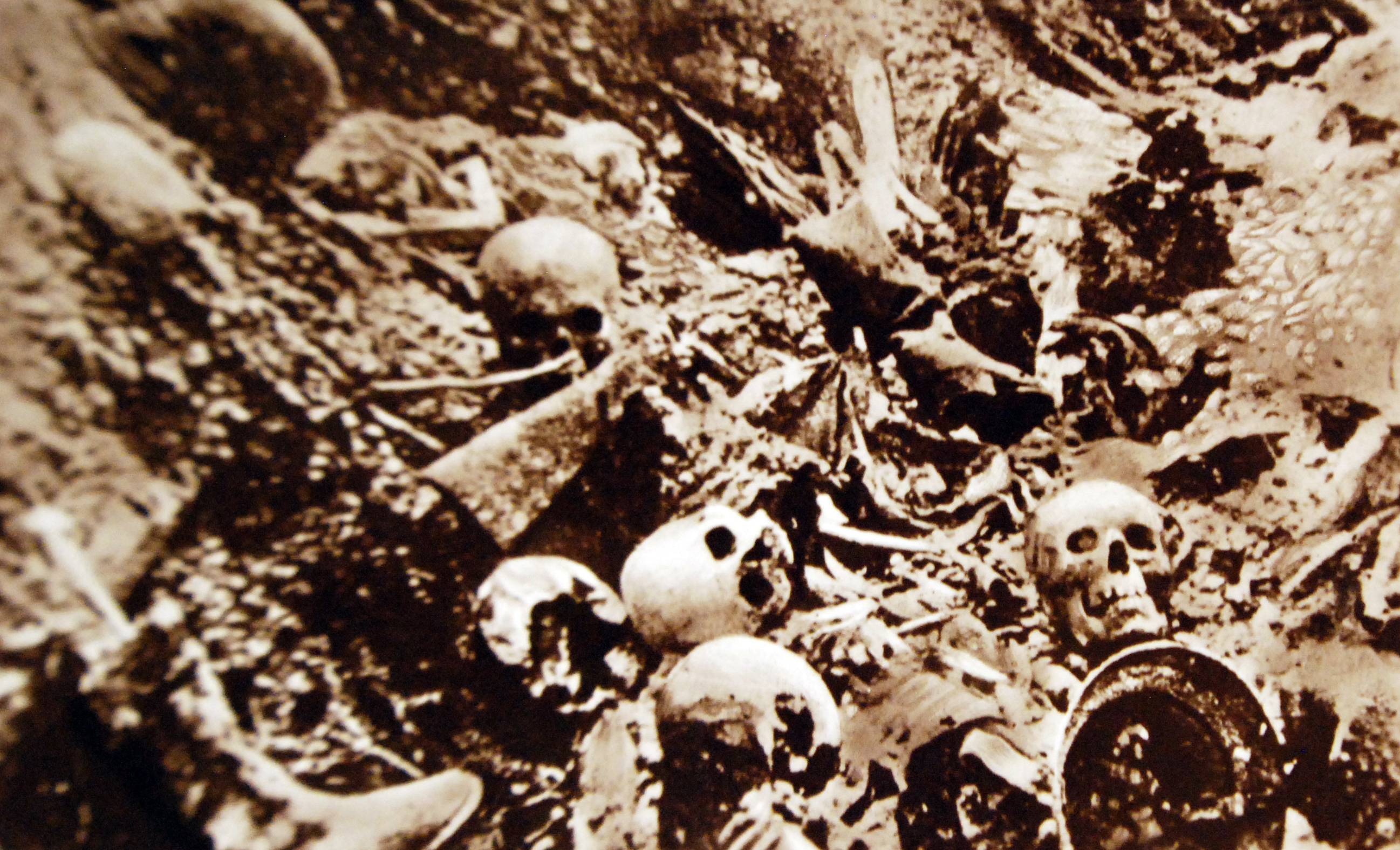
Halottak maradványai egy árokban

Ebben a pokolban az első világháborúban harcoló francia katonák háromnegyede, a németek negyede megfordult. A hadszíntér felé menetelő franciák először a csatazajt hallották meg, amely egy éjjel-nappal dolgozó kovácsműhelyre emlékeztetett. A levegőben annyi korom, füst és hamu úszott, hogy megszűrte, elszürkítette a napfényt, éjszakánként pedig az aurora borealisra emlékeztető fény derengett a harcolók felett. Nem voltak élénk színek, csak barnák, szürkék, feketék.
A közeledő katonák másfél-három kilométerre az ütközet helyszínétől léptek be az árokrendszer első elemébe, amely azután úgy lett alacsonyabb és gyengébb az állandó ágyúzástól, ahogy közeledtek a fronthoz. Az árok olykor alig volt jobban kivehető, mint egy ösvény a bombatölcsérek között, amelyek megteltek vízzel. Ha a sötétben egy katona belecsúszott egy ilyen kráterbe, jó eséllyel belefulladt a vízbe. A katonák, egész szakaszok gyakran eltévedtek, és addig bukdácsoltak a sötétben, amíg megvirradt, és akkor a német géppuskások lelőtték őket.
Az egész harcmezőt rettenetes szag ülte meg, amely a szanaszét heverő, oszló holttestekből áradt. Temetésre nem volt lehetőség, ezért a franciák csak becsavarták a halottat egy ponyvába, és belökték egy kráterbe. A jobb parton a franciák néhány hasadékba, amelyeket a holtak szurdokának (La Ravine de la Mort) neveztek, hordták a holttesteket. A német tüzérség ezeket a bevágásokat sem kímélte. „A lövedékek kiforgatták a holttesteket a földből, aztán újra betemették, darabokra szaggatták őket, úgy játszottak velük, mint macska az egérrel” – emlékezett vissza egy szemtanú. A lövészárkok falaiból is testrészek kandikáltak elő. A szörnyű szagot növelte, hogy nem voltak latrinák, a katonák, akiket általában vérhas gyötört, ott könnyítettek magukon, ahol a szükség érte őket.
Az állandó ágyútűz meggyötörte, félőrültté tette a katonákat. „Semmi nem hasonlítható a Földön ahhoz a kínszenvedéshez, mint tehetetlenül és védtelenül feküdni egy tüzérségi csata közepén” – írta egy német katona a Vaux-erődnél átéltekről.
A katonákat folyamatos éhség és szomjúság gyötörte. A franciáknál a más szolgálatra kevésbé alkalmas katonák cipelték a bort és kenyeret az állásokba, gyakran napi 15 kilométert kúszva-mászva az ellenséges tűzben. Sokan meghaltak út közben, akárcsak az egységek közötti egyetlen kommunikációs formát jelentő futárok közül. A sebesültszállítók kordékon tolták a lövedék vagy szilánk találta katonákat a kötözőhelyekre, ahol aztán szállíthatatlannak nyilvánították azokat, akik menthetetlenek voltak, akiket csak bonyolult eljárással lehetett volna megmenteni és azokat, akik felépülésük esetén alkalmatlanok lettek volna a további katonai szolgálatra. A rothadó holttestek miatt a környezet olyan mérgező volt, hogy még a kisebb sérülésekbe is bele lehetett halni. A becslések szerint február 21. és június vége között 23 ezer francia katona halt meg a rosszul felszerelt, túlzsúfolt kórházakban.

## Következmények
A két oldal veszteségeiről több adat áll rendelkezésre. A hivatalos francia háborús történetírás szerint, amelyet 1936-ban publikáltak, 377 231 katonát vesztettek, közülük 162 308 meghalt vagy eltűnt. Winston Churchill 469 ezerre tette a teljes francia veszteséget 1929-es The World Crisis című munkájában. A németek 337 ezerre teszik saját veszteségüket, Churchill viszont 373 ezerről írt. Több évtizeddel a háború után a német kutatók több mint 100 ezerben határozták meg a halottak és eltűntek számát. A német veszteségek pontos mértékét a modern kutatók sem tudják elemezni, mert a német haderő potsdami központi irattára (Heeresarchiv Potsdam) 1945-ben megsemmisült. A közös veszteség azonban, mindegy melyik számot vesszük alapul, meghaladta a 700 ezret.
1917 nyarán visszatértek a korábbi lakók a romos Verdunbe. A csata következtében több falu teljesen eltűnt. A mezők egy része mezőgazdasági célokra használhatatlanná vált, nemcsak a rettenetes mennyiségű lövedék és holttest miatt, hanem azért, mert a termőtalaj felső rétegét egyszerűen lebombázták róla. A mezőkből, erdőkből az évek alatt 150 ezer azonosítatlan, el nem temetett tetem került elő. Őket a douaumont-i osszáriumban hantolták el. A környéken számos kisebb francia és német temető is működik.
A koronaherceg így emlékezett vissza Verdunre: „A meuse-i malom porrá őrölte a katonák szívét, testét egyaránt”, és valóban megtörte a német katonák és a hátország hitét a háborúban és a parancsnokokban. A franciák pedig a hatalmas veszteség miatt kénytelenek voltak átengedni a háború irányítását az angolszászoknak.
Verdun mindkét oldalon szimbólummá vált, a németén a tragédiáé, a francián a dicsőségé, és hosszú időre meghatározta a politikai-katonai gondolkodást, különösen azért, mert sok résztvevője ezután, elsősorban a második világháború előtt és során, érte el karrierje csúcspontját. Verdun után vált általánossá a csapatok előtt kúszó zárótűz, a németek által alkalmazott beszivárgó egységek használata, és a csata hozadéka a légierő szerepének továbbgondolása is. A Douaumont- és a Vaux-erődnél szerzett tapasztalataik alapján építették meg a franciák a Maginot-vonalat.
A mai történetírás szerint Verdunnél nem lehet valódi győztest hirdetni. Ahogy Miksa badeni herceg írta később, keserű csalódással ért véget az 1916-os hadművelet, mert mi és ellenfeleink patakokban ontottuk legjobbjaink vérét, és sem mi nem jutottunk, sem ők nem jutottak egy lépéssel sem közelebb a győzelemhez.

## Emlékezete
A verduni csata helyszínén számos emlékművet emeltek. A város központjában áll a győzelmi emlékmű, amelynek harminc méter magas oszlopán egy középkori harcos támaszkodik a kardjára; ezt 1929-ben avatták fel. Ehhez közel helyezték el az elesett verduni polgárok emlékművét. Az ütközetnek szentelt múzeum Fleury-devant-Douaumont-nál kapott helyet. Az egykori Thiaumont-erődítmény közelében épült fel a Bajonettek árka egy amerikai adományozó pénzéből. A csata után önálló emlékművet kapott a 304-es magaslat, a Mort Homme, valamint Émile Driant és alakulata.
Az ütközetről, a hadtörténeti munkákon kívül, több regény is megemlékezik, így Arnold Zweig Verdun iskolája és Jules Romains Verdun előtt című könyve. Készült róla számos dokumentumfilm, köztük Isabelle Clarke és Daniel Costelle Apokalipszis: A verduni csata, a 2014-es Verdun – Sie werden nicht durchkommen!, Serge de Sampigny alkotása, valamint Léon Poirier Verdun, souvenirs d’histoire című munkája. Utóbbi a dramatizált dokumentumfilmek családjába tartozik, és 1928-ban mutatták be. A csata több játékfilmben is megjelenik, mások mellett Heinz Paul német rendező 1931-es Douaumont-jában, Egon Günther 1973-as Erziehung vor Verdunjéban, valamint Oliver Halmburger és Stefan Brauburger 2006-os Die Hölle von Verdunjében. Megemlékezik a csatáról egy francia katonadal, a Verdun! On ne passe pas és a Sabaton Fields of Verdun című száma.

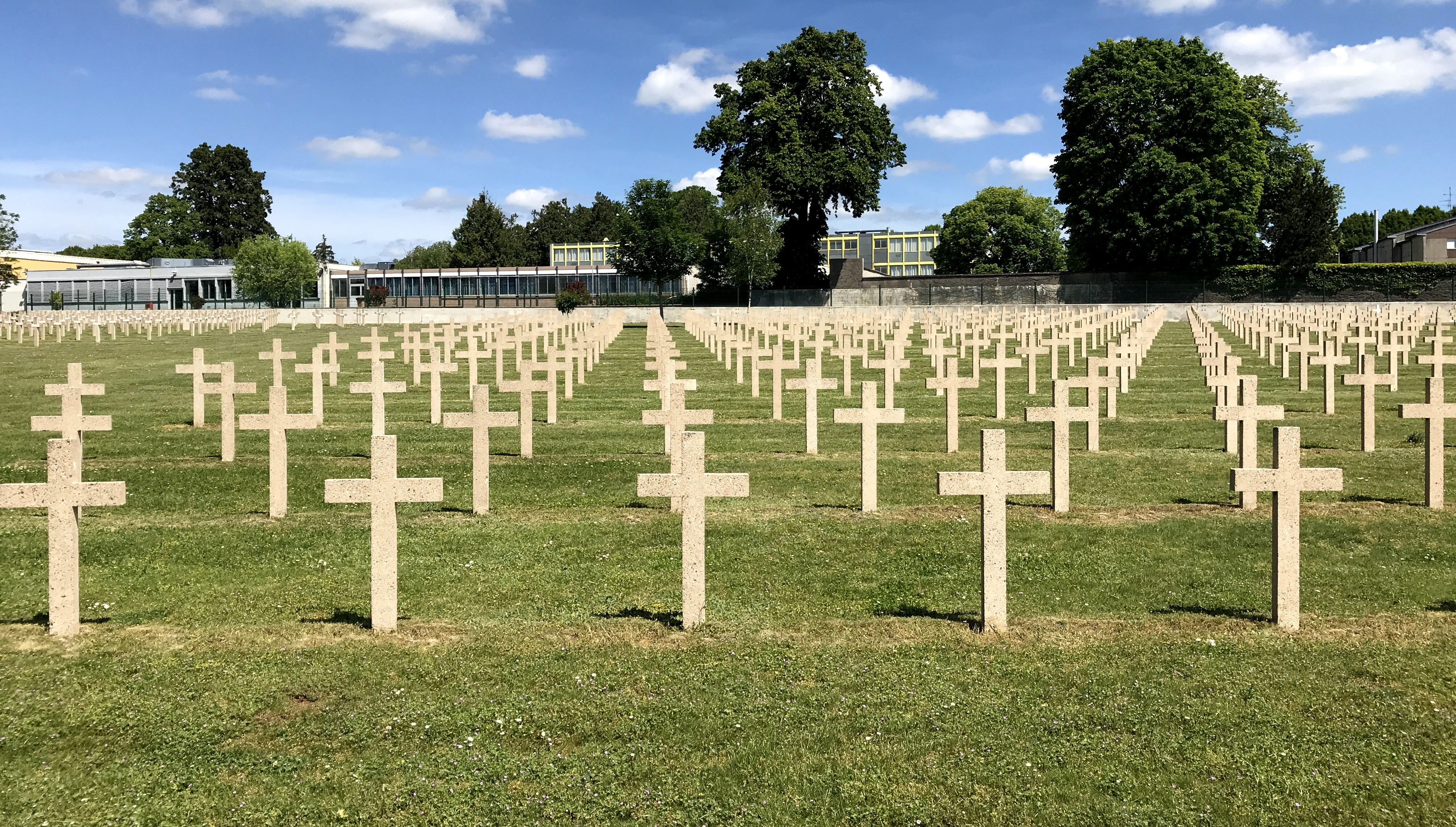
Francia temető (Verdun-Bevaux)
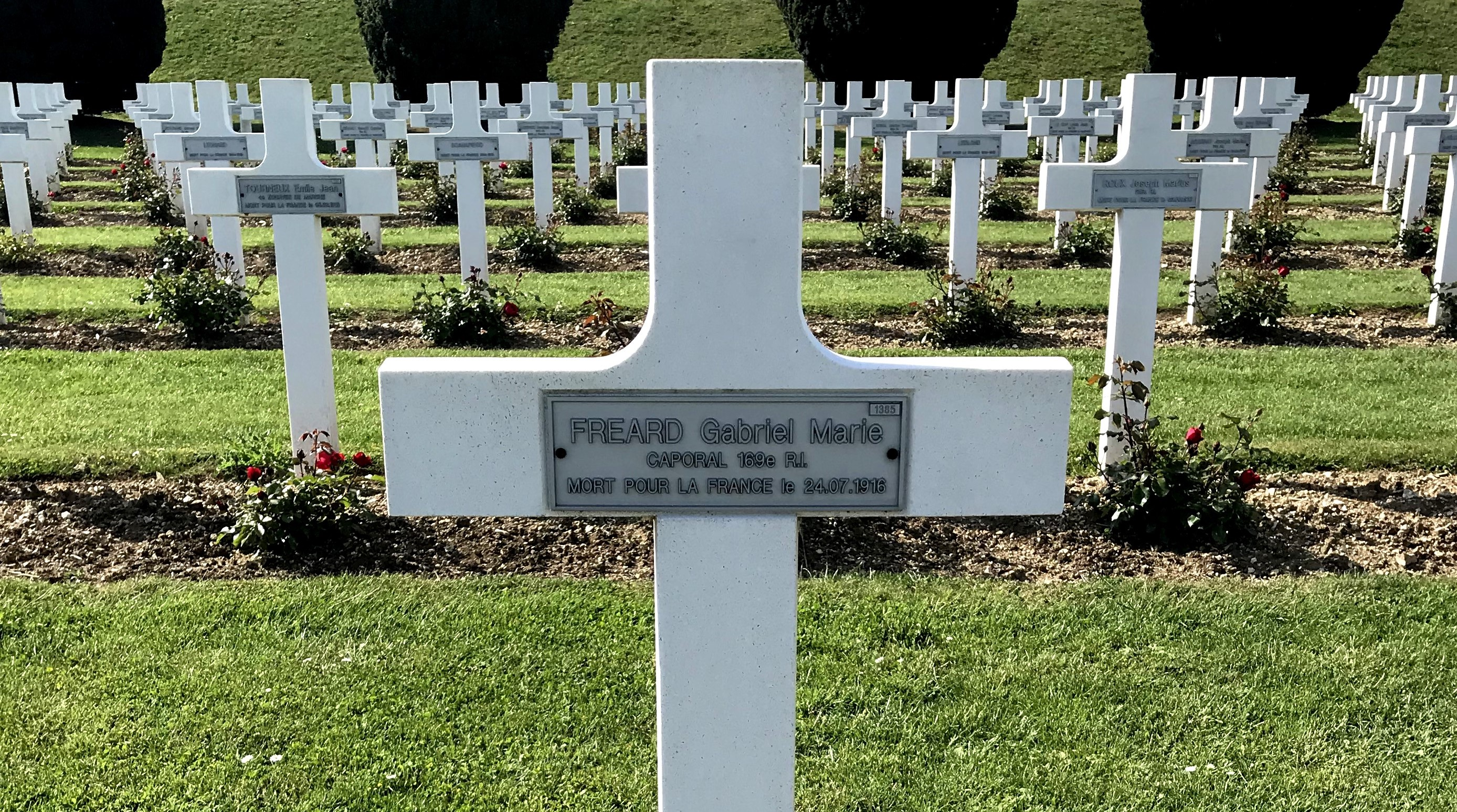
Freard őrmester sírja Douaumont-nál
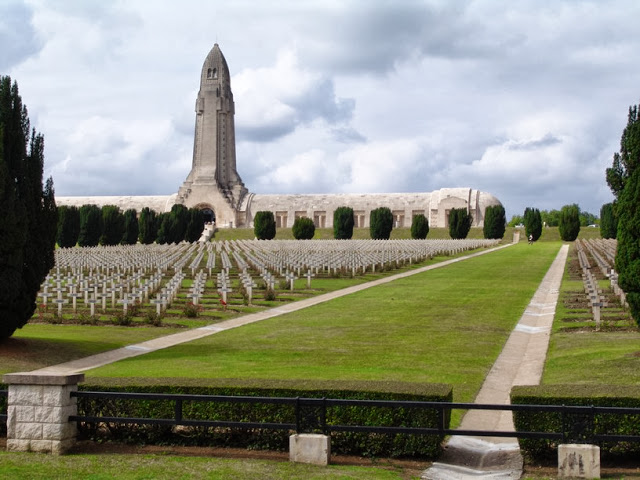
A douaumont-i osszárium
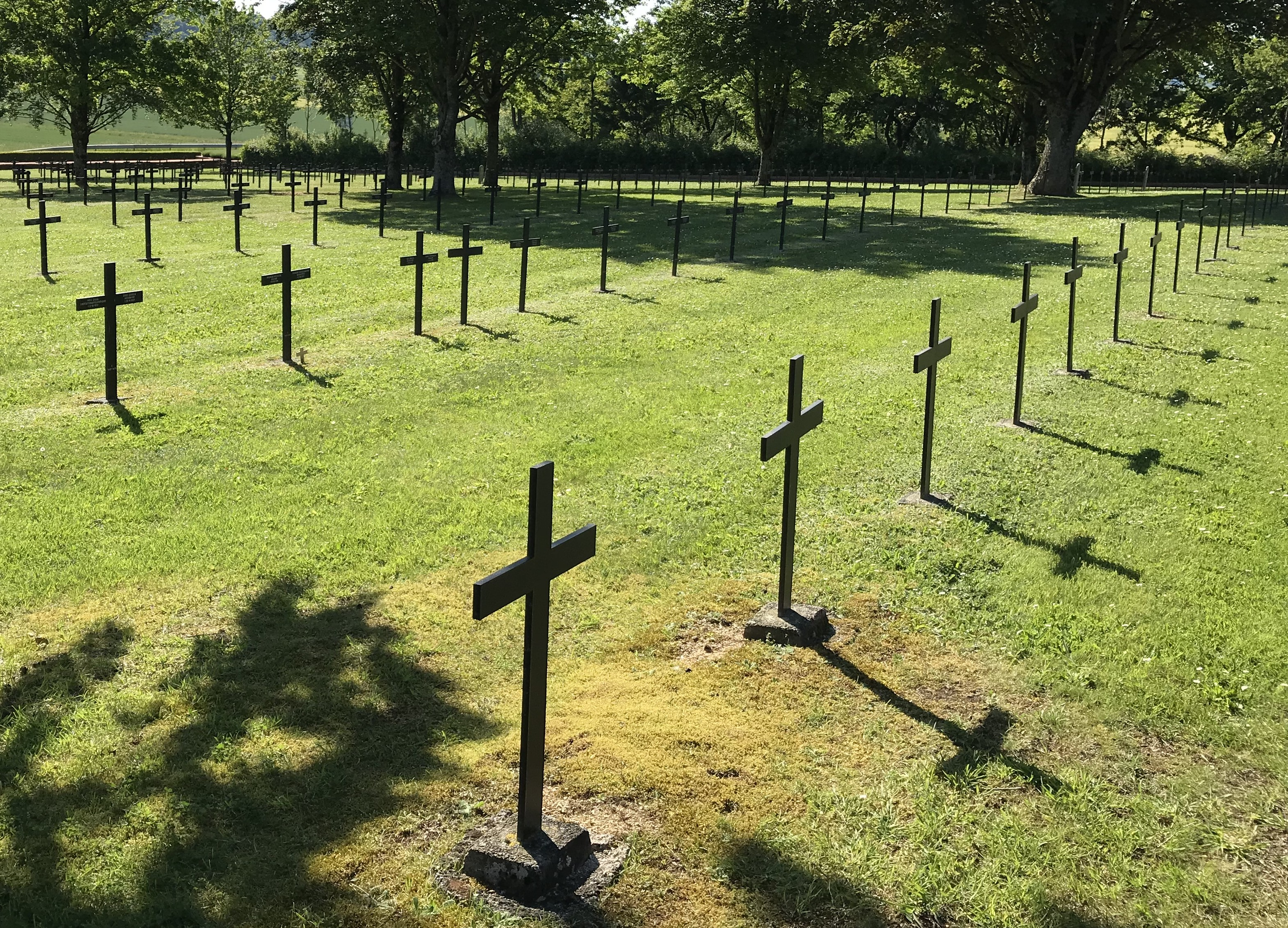
Német temető (Consenvoye)
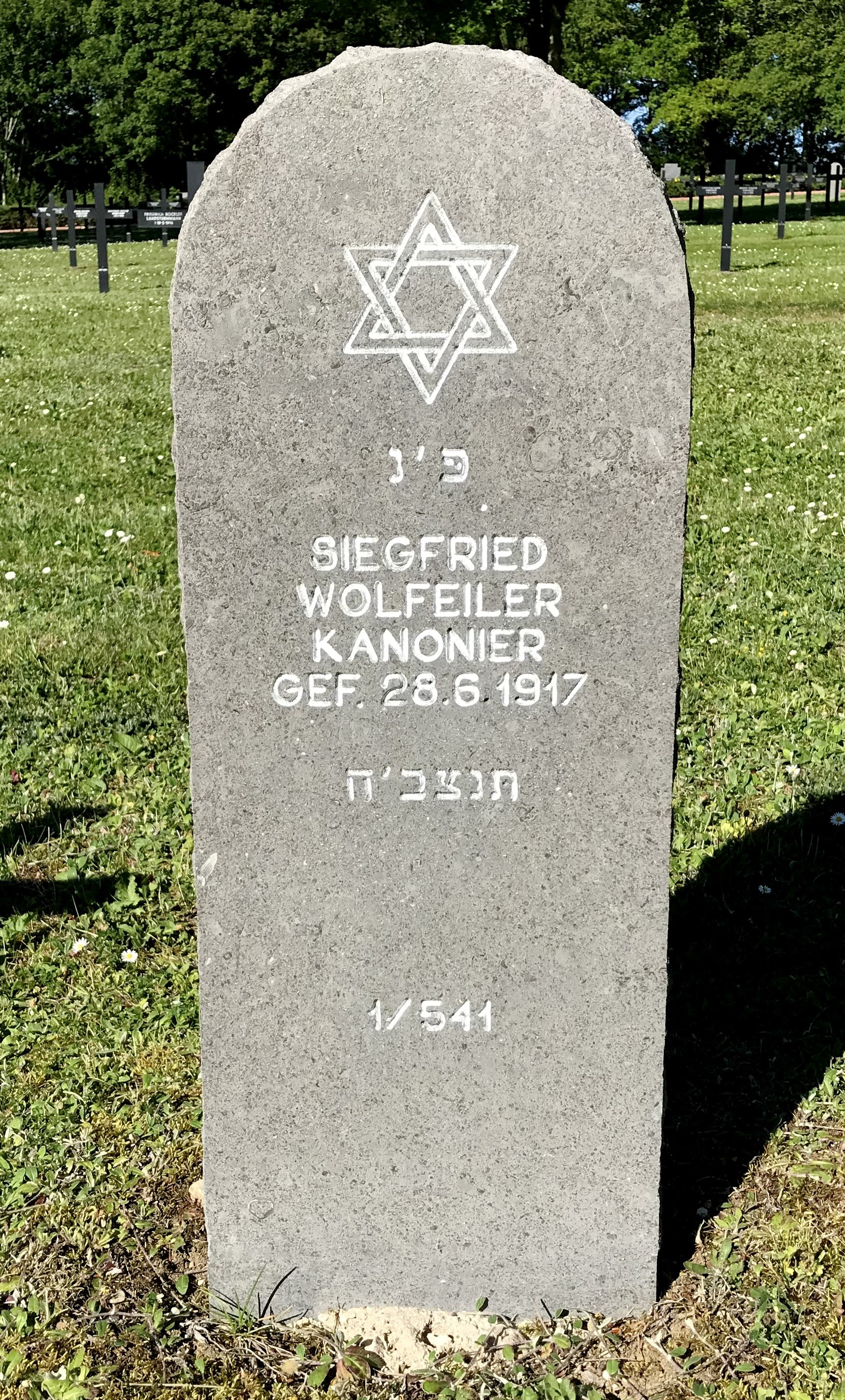
Német zsidó tüzér sírja